# Llista de peixos d'Itàlia

Localització d'Itàlia a Europa

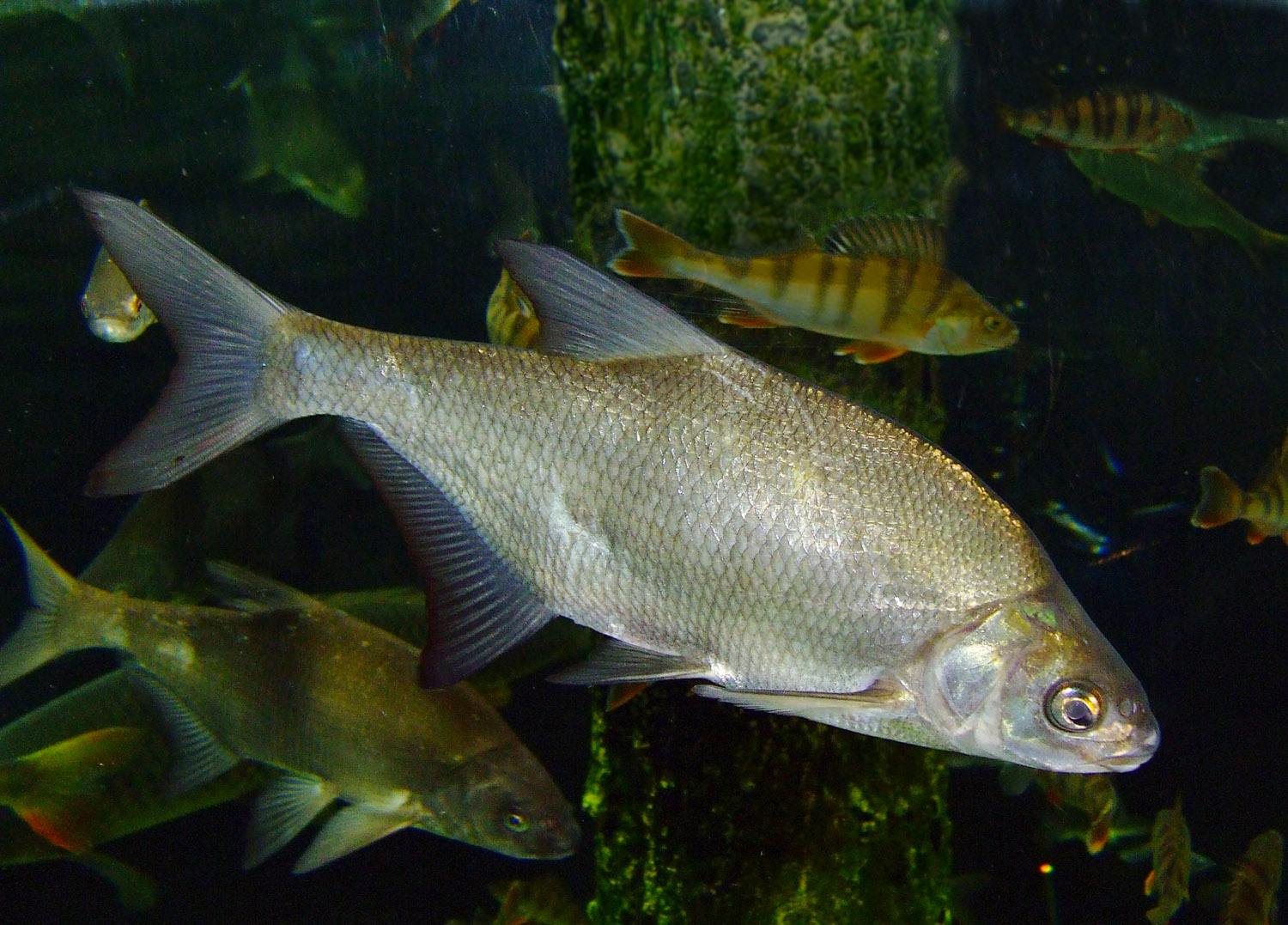
Brema (Abramis brama)

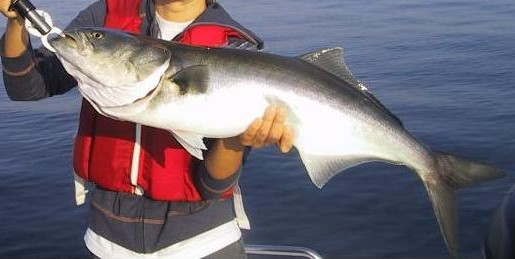
Tallahams (Pomatomus saltatrix)

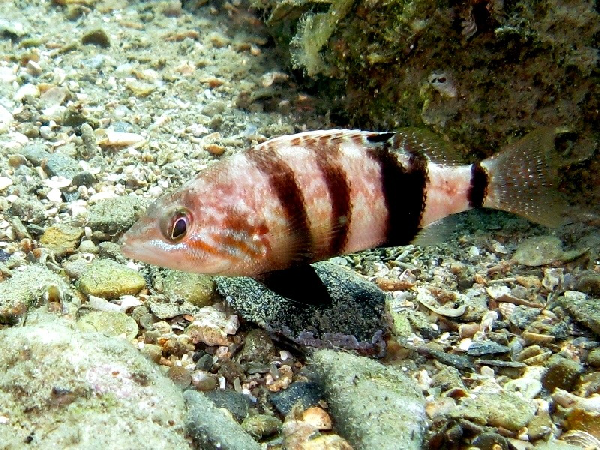
Músic (Serranus hepatus)

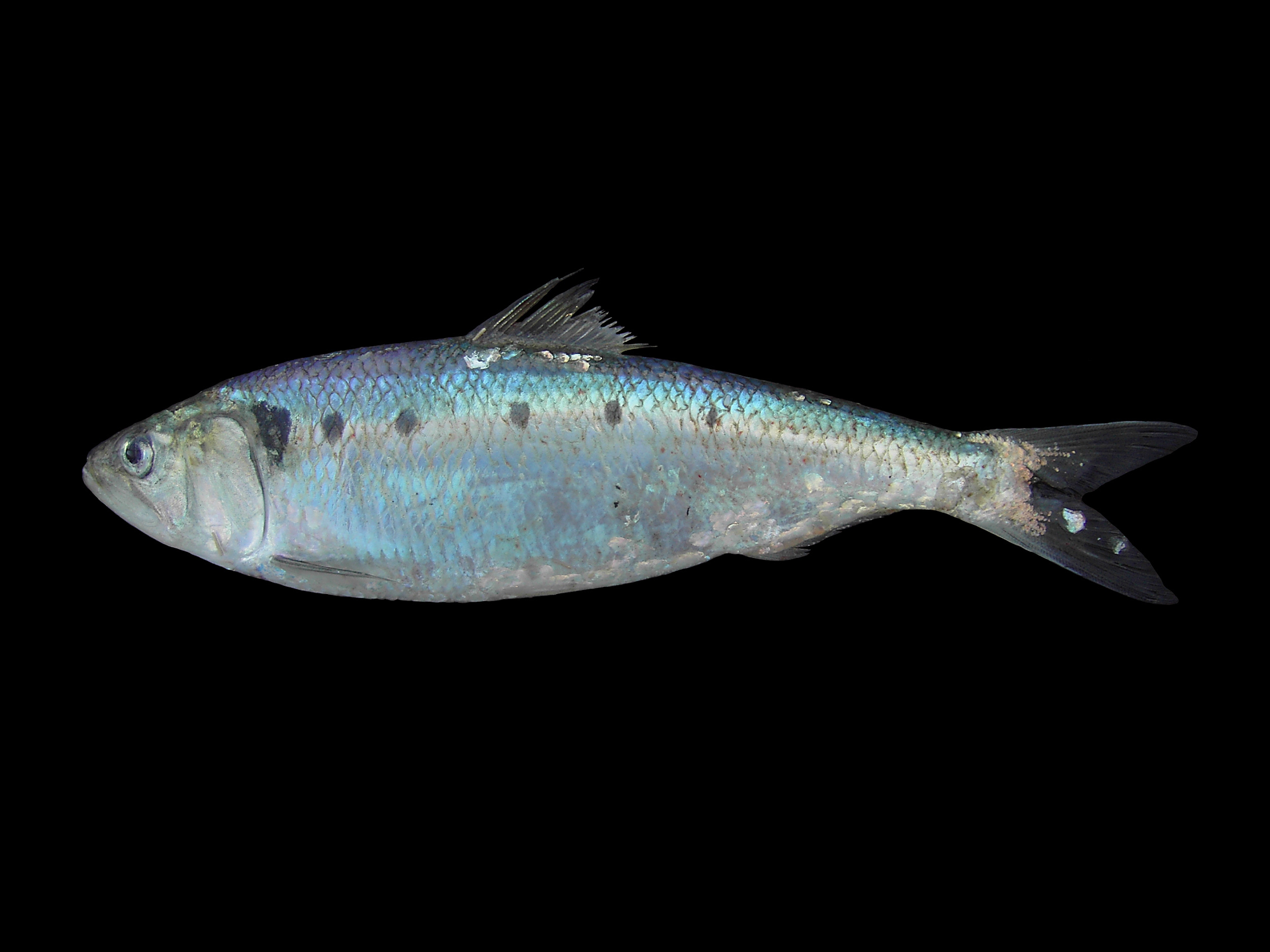
Alosa fallax

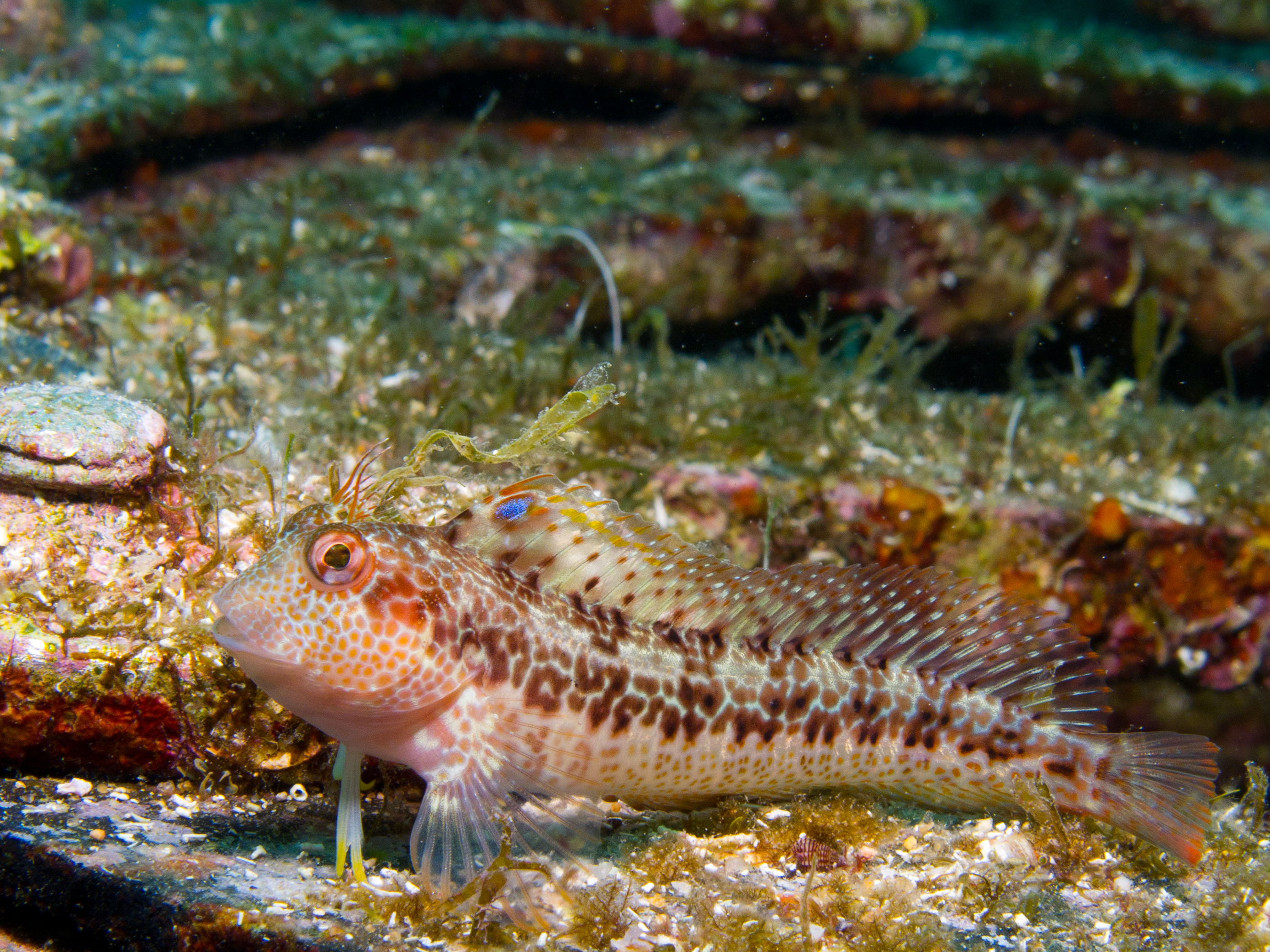
Bavosa de plomall (Parablennius pilicornis)

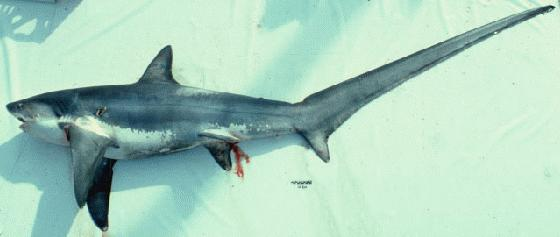
Peix guilla (Alopias vulpinus)

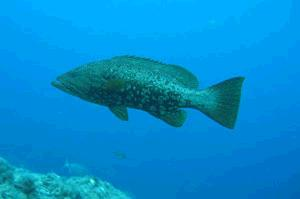
Anfós jueu (Mycteroperca rubra)

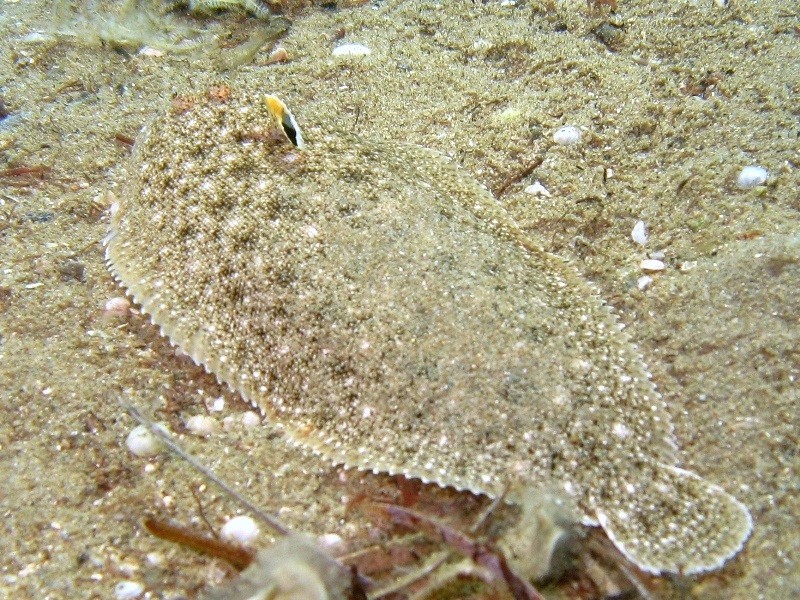
Llenguado nassut (Pegusa lascaris)

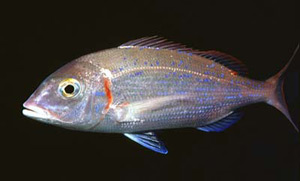
Pagell (Pagellus erythrinus)

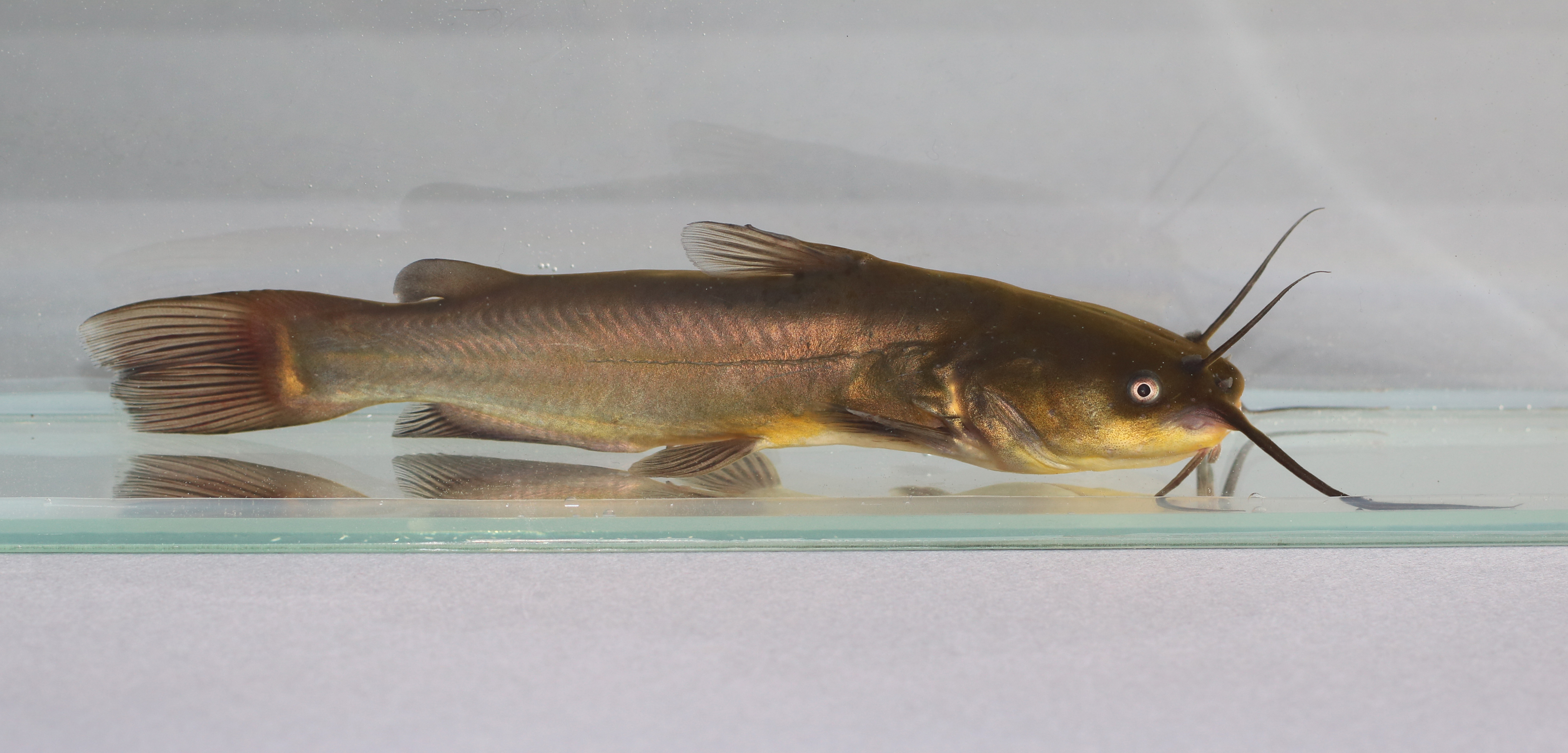
Ameiurus melas

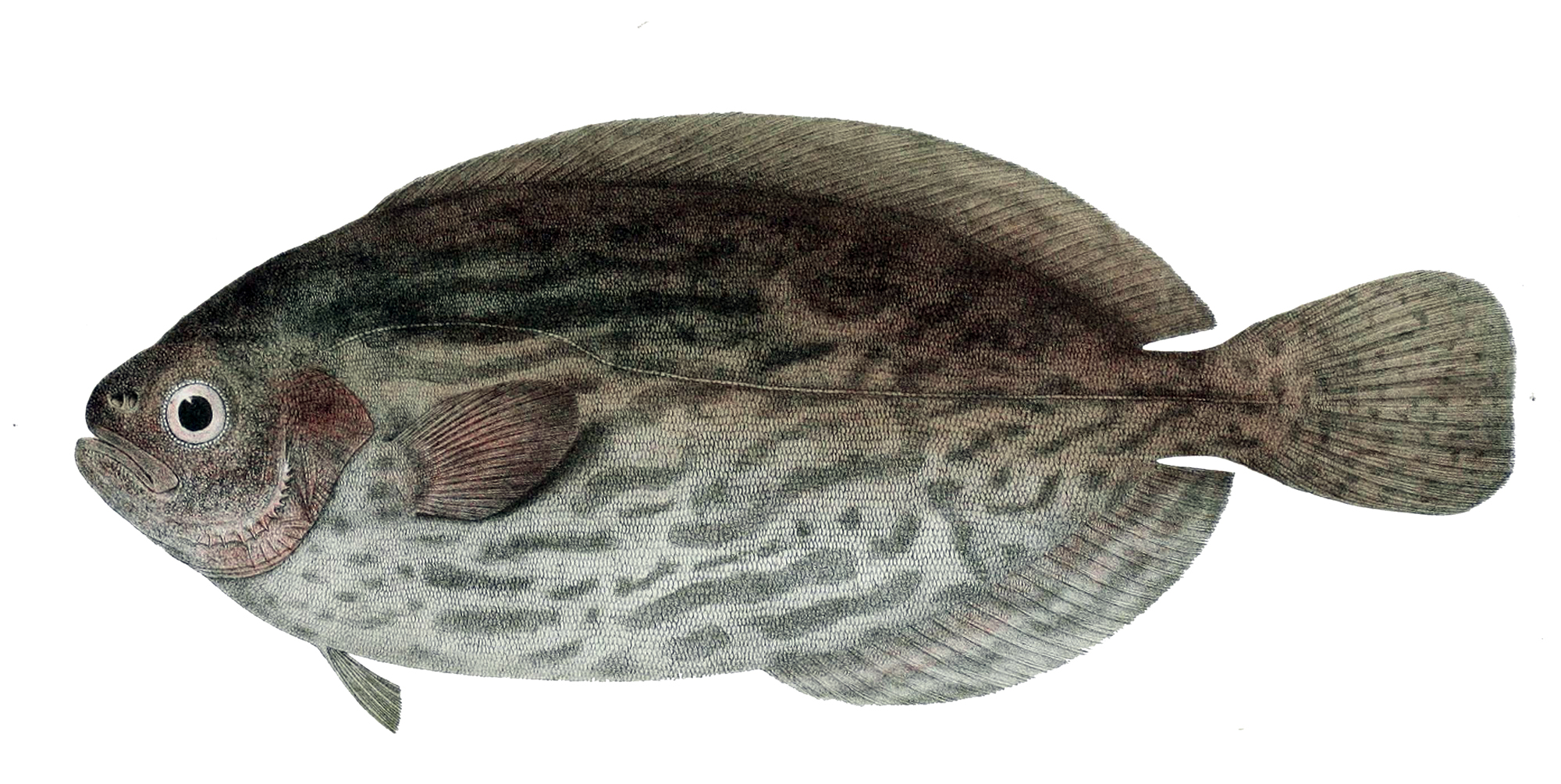
Schedophilus medusophagus (il·lustració del 1885)

Círvia (Seriola dumerili)

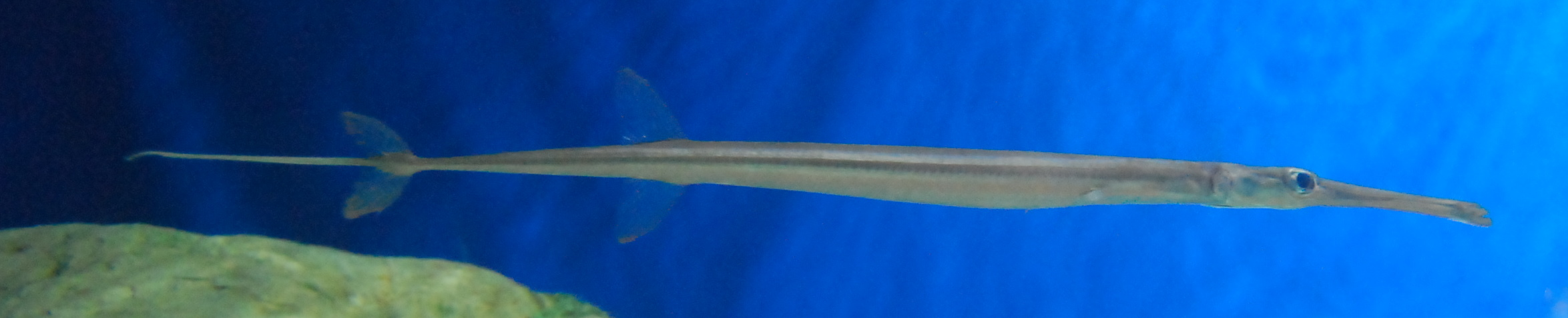
Fistularia commersonii

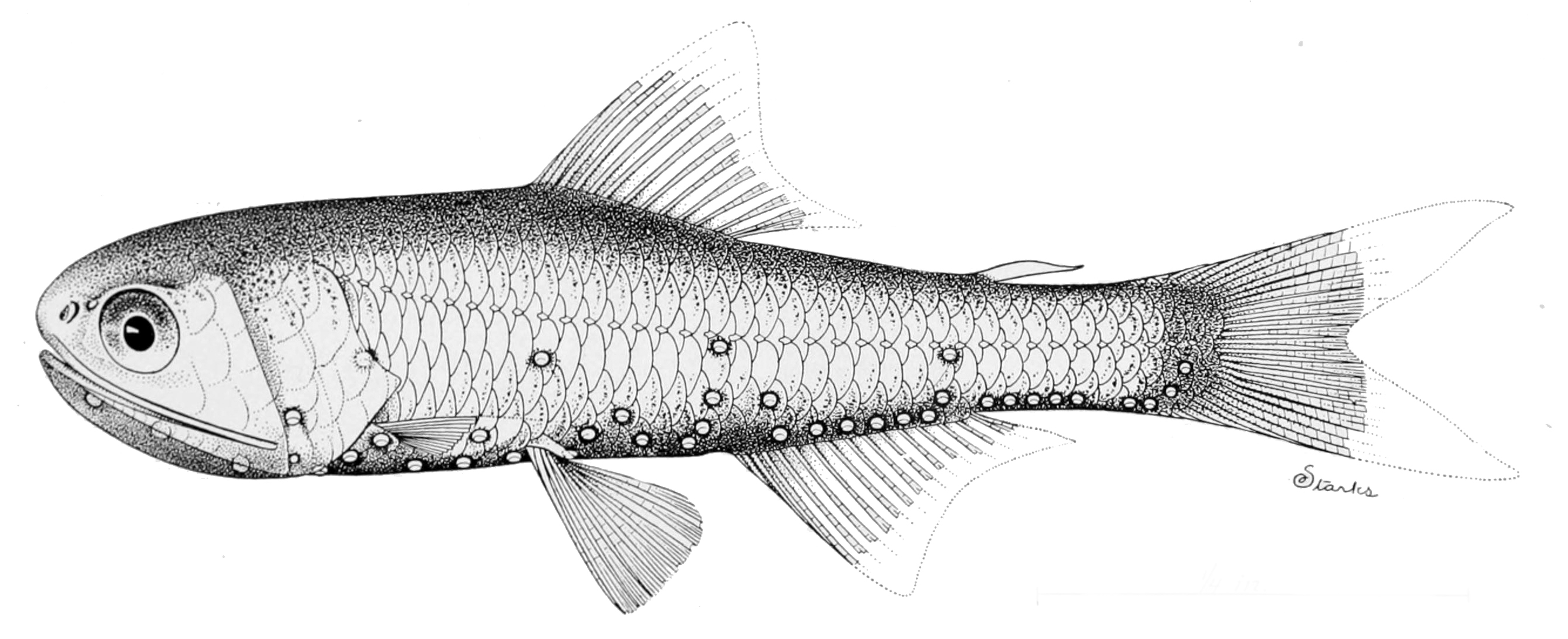
Lobianchia dofleini (il·lustració del 1908)

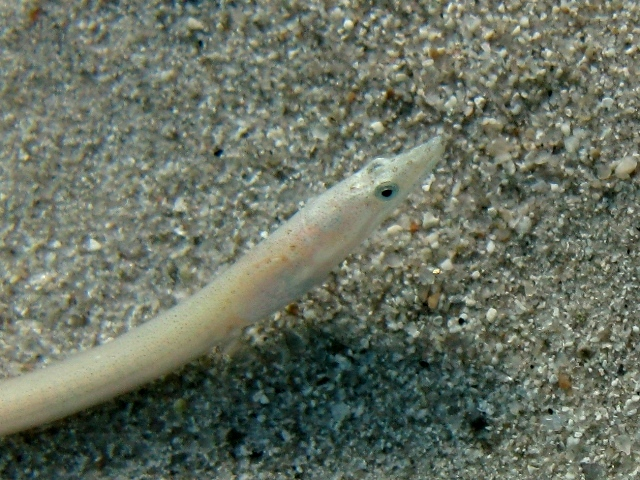
Ophisurus serpens

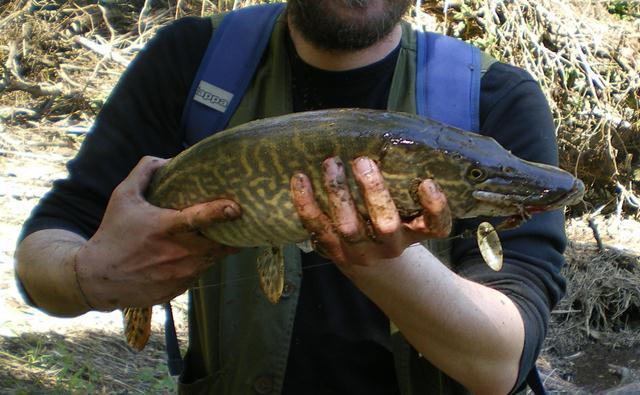
Esox cisalpinus capturat a la Toscana

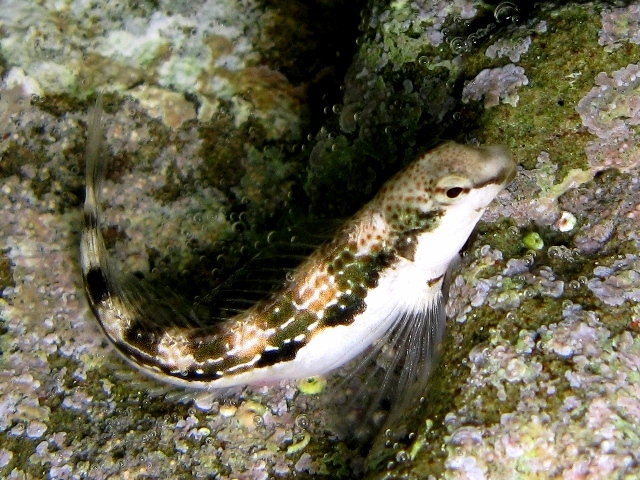
Microlipophrys adriaticus

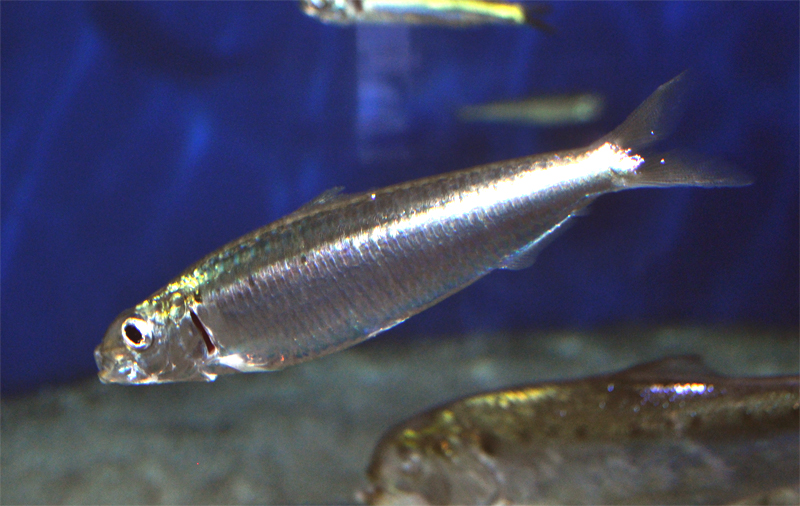
Sardina (Sardina pilchardus)

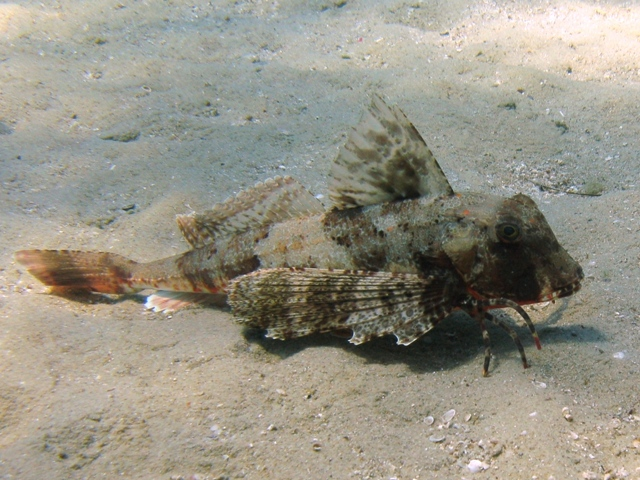
Gallineta (Trigloporus lastoviza)

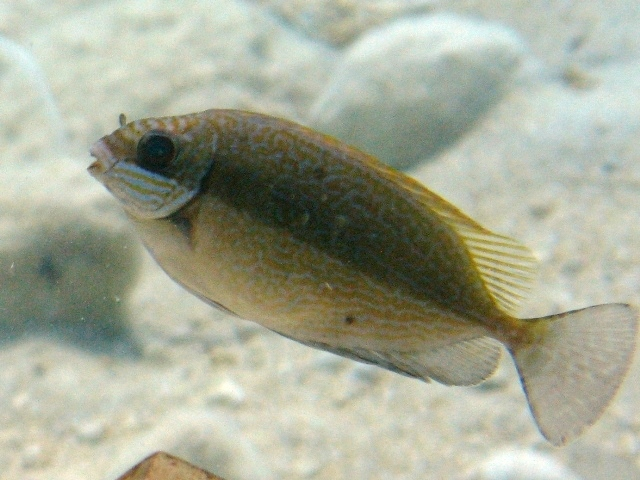
Siganus luridus

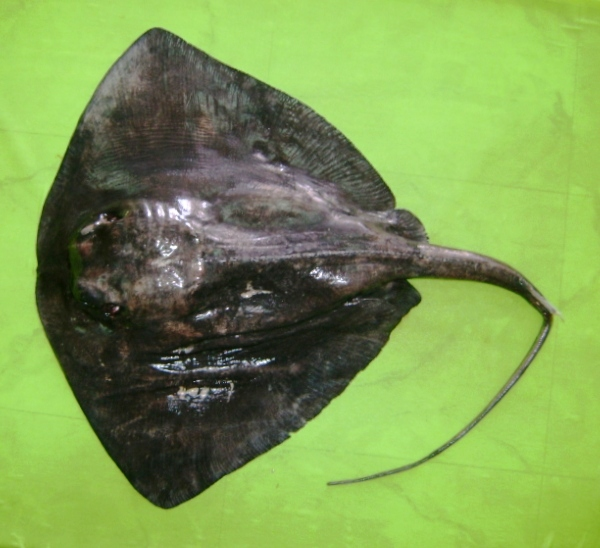
Escurçana violeta (Pteroplatytrygon violacea)

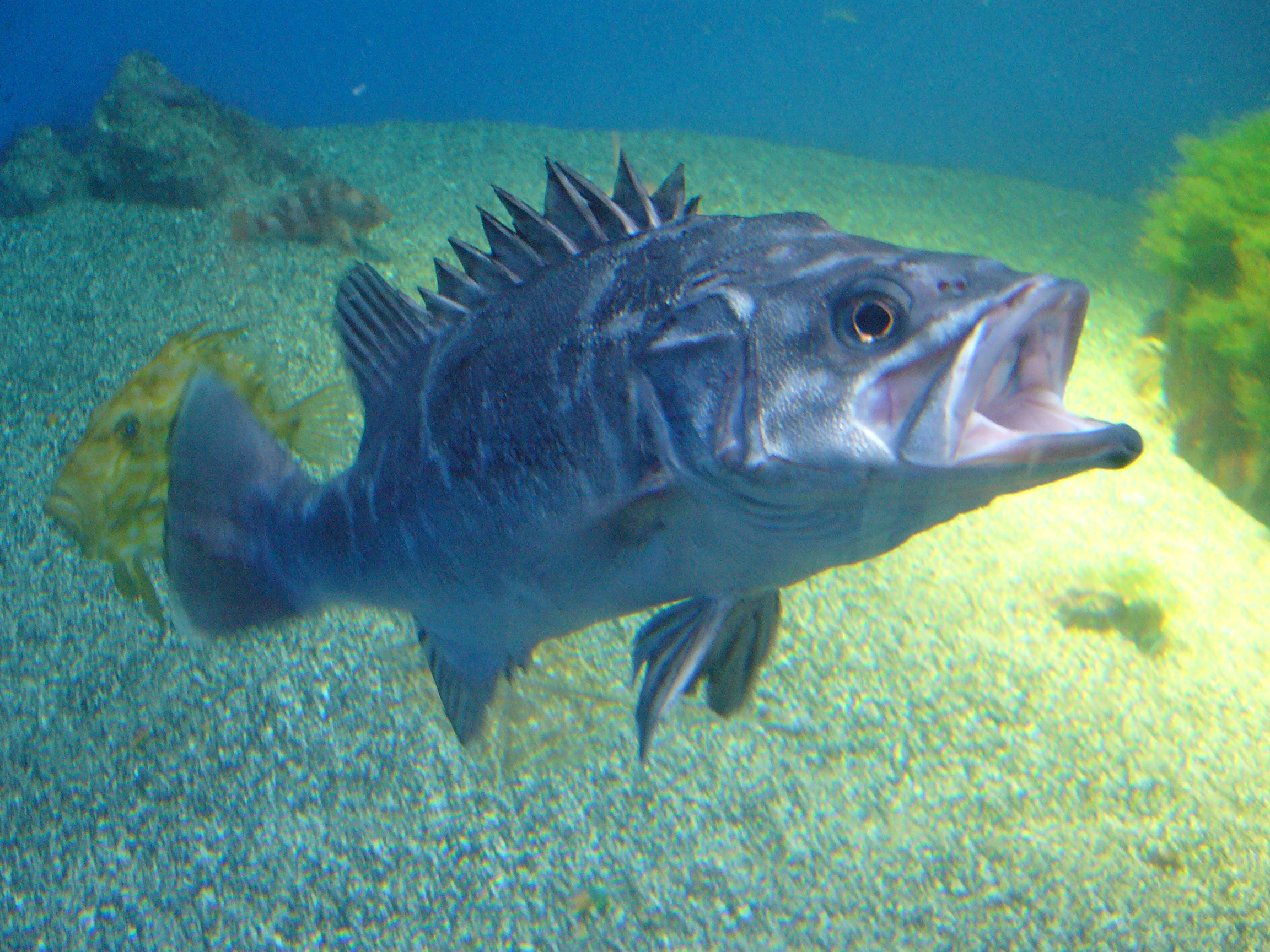
Dot (Polyprion americanus)

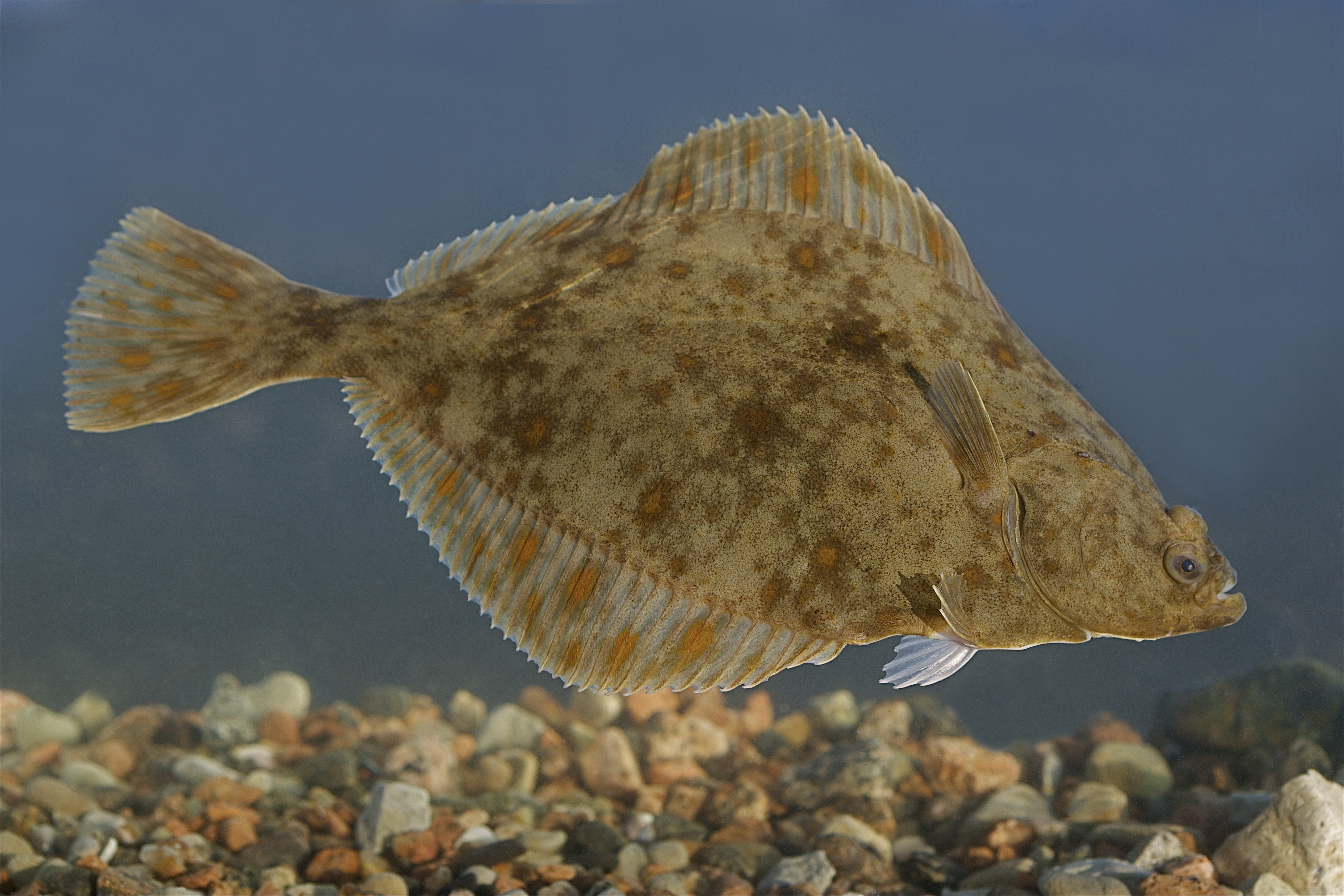
Rèmol de riu (Platichthys flesus)

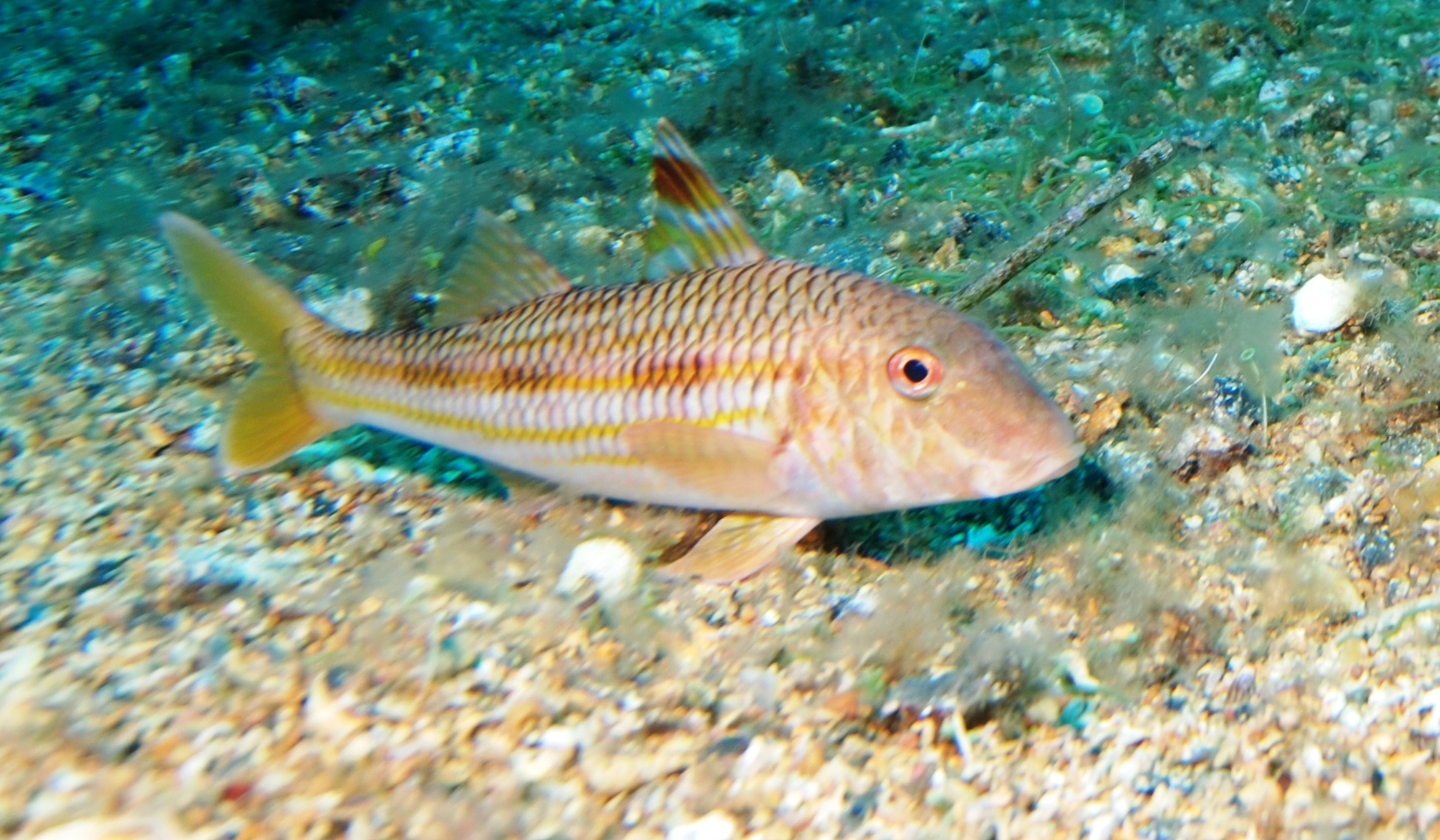
Moll de roca (Mullus surmuletus)

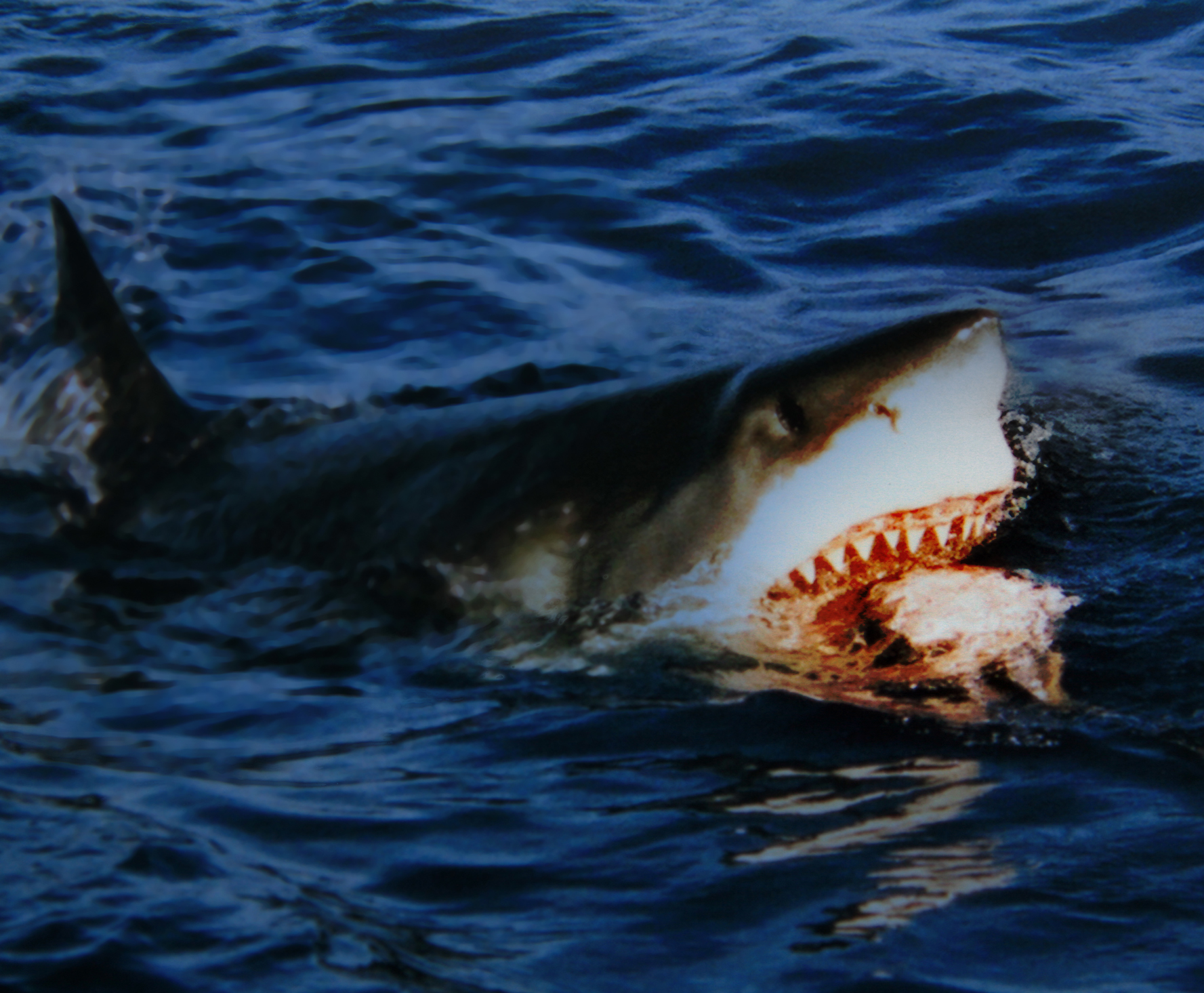
Tauró blanc (Carcharodon carcharias)

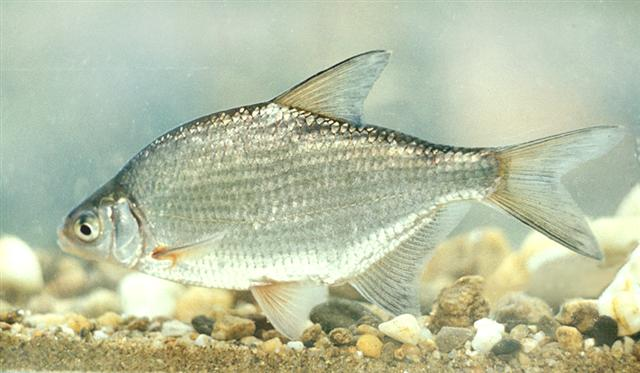
Blicca bjoerkna

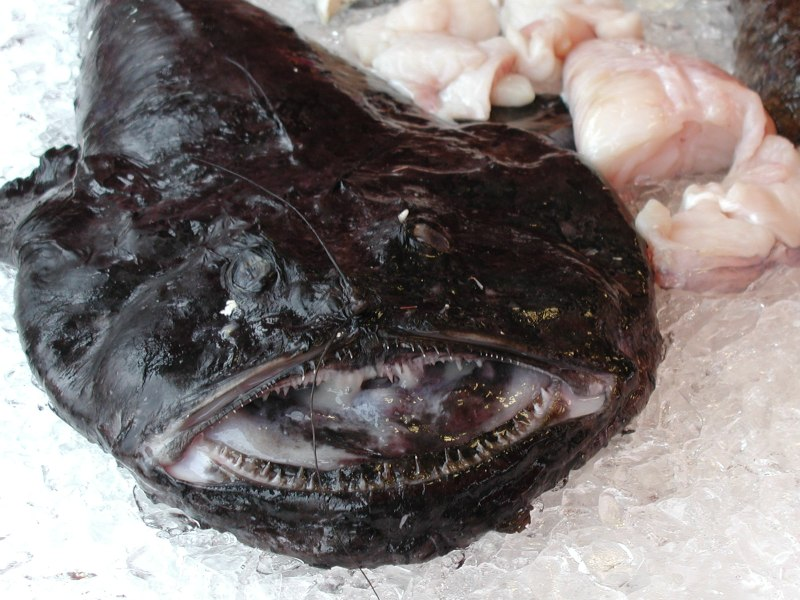
Rap (Lophius piscatorius)

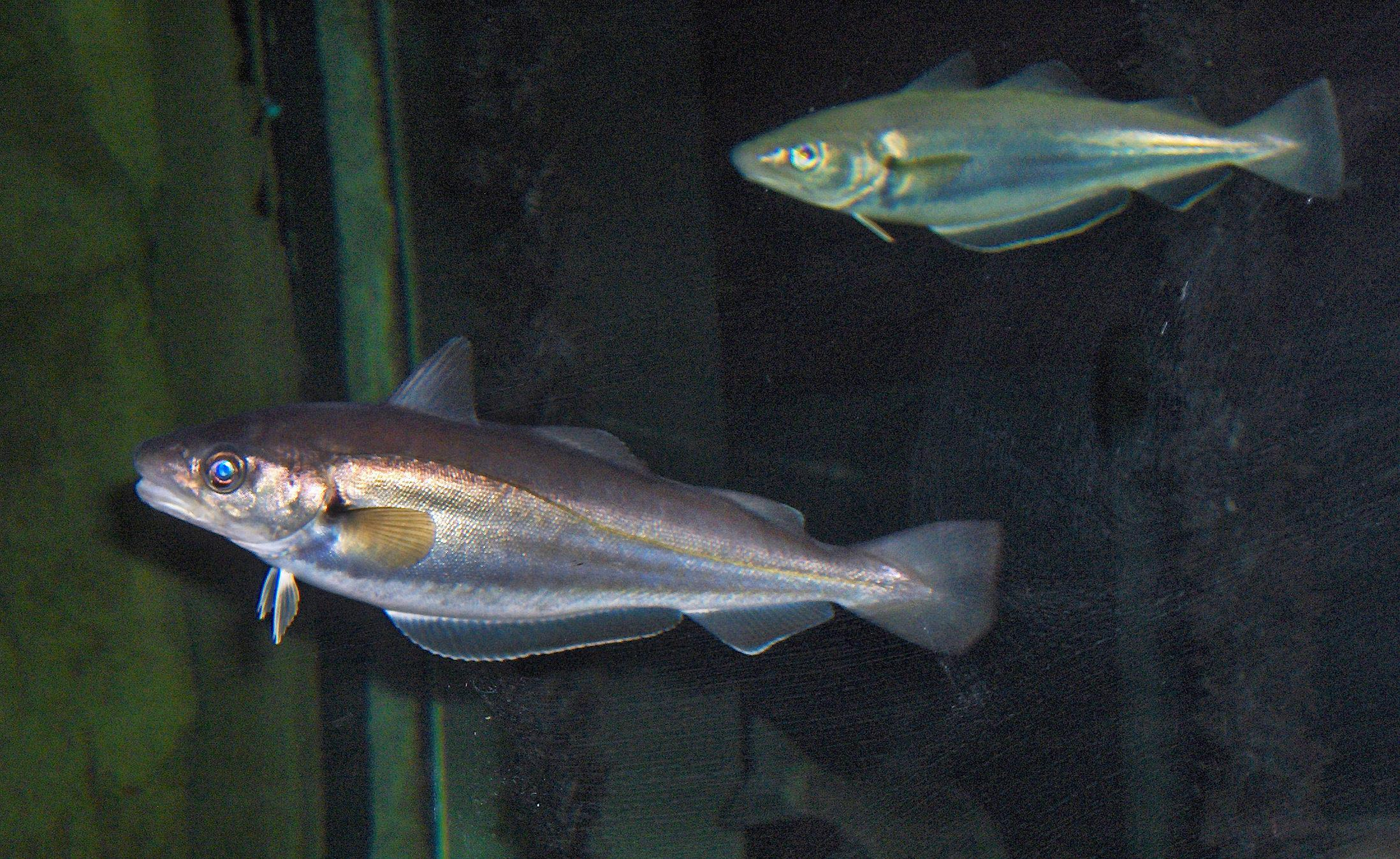
Merlà (Merlangius merlangus)

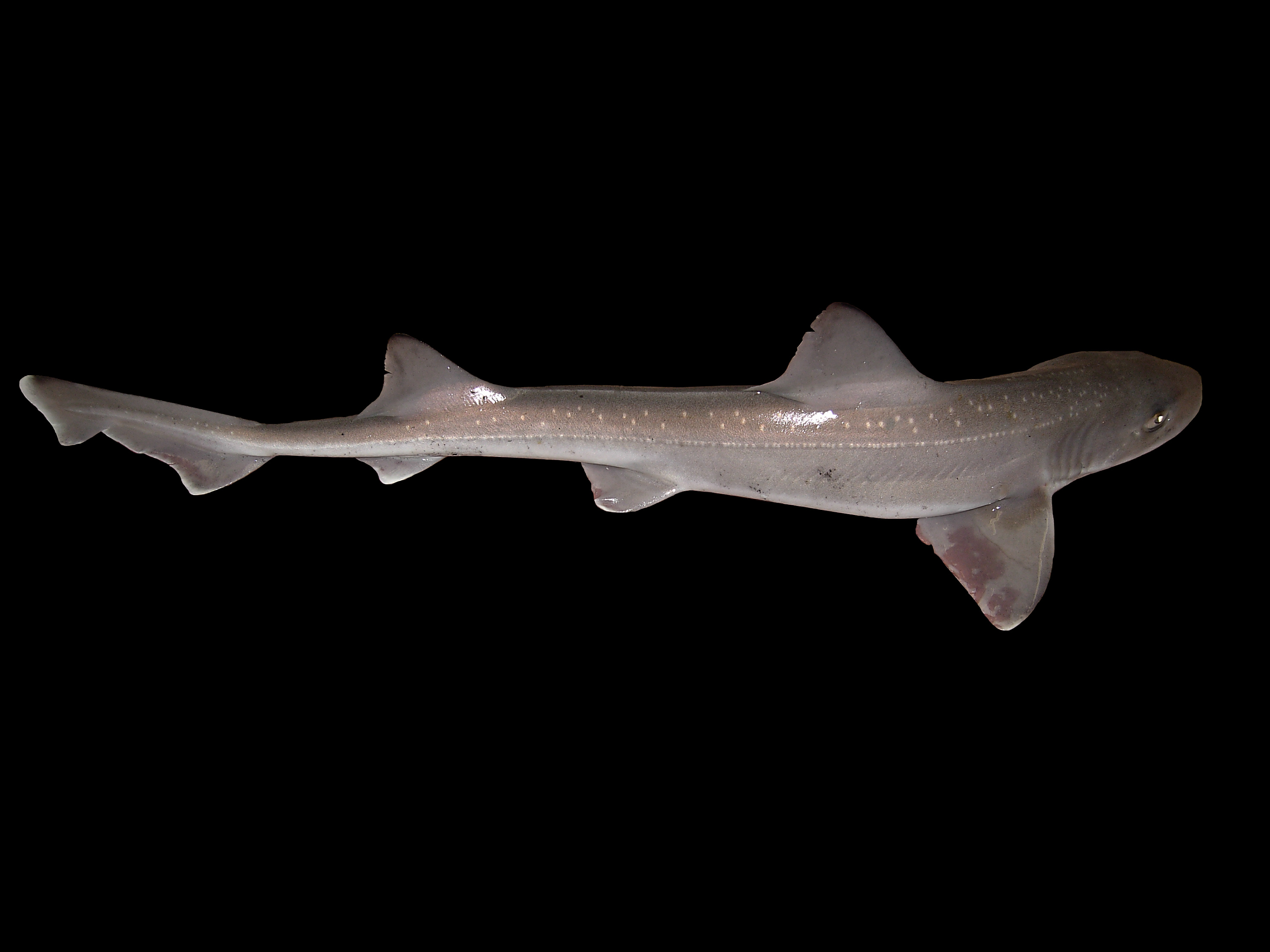
Mussola gravatja (Mustelus asterias)

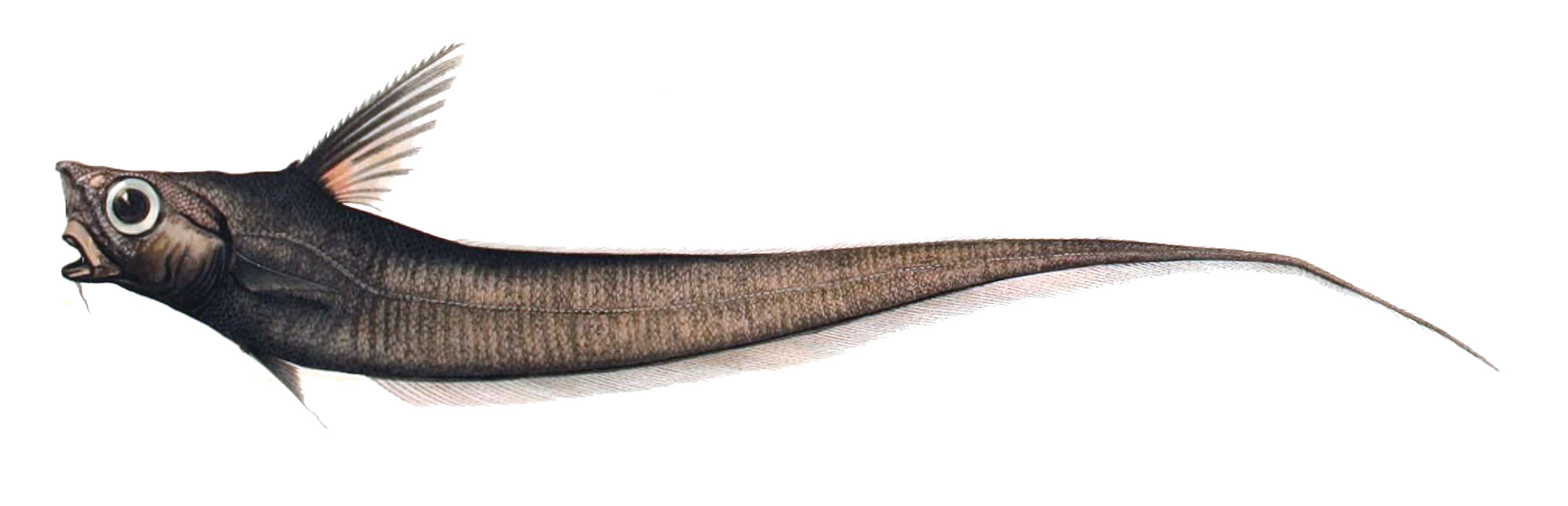
Ratolí italià (Nezumia sclerorhynchus)

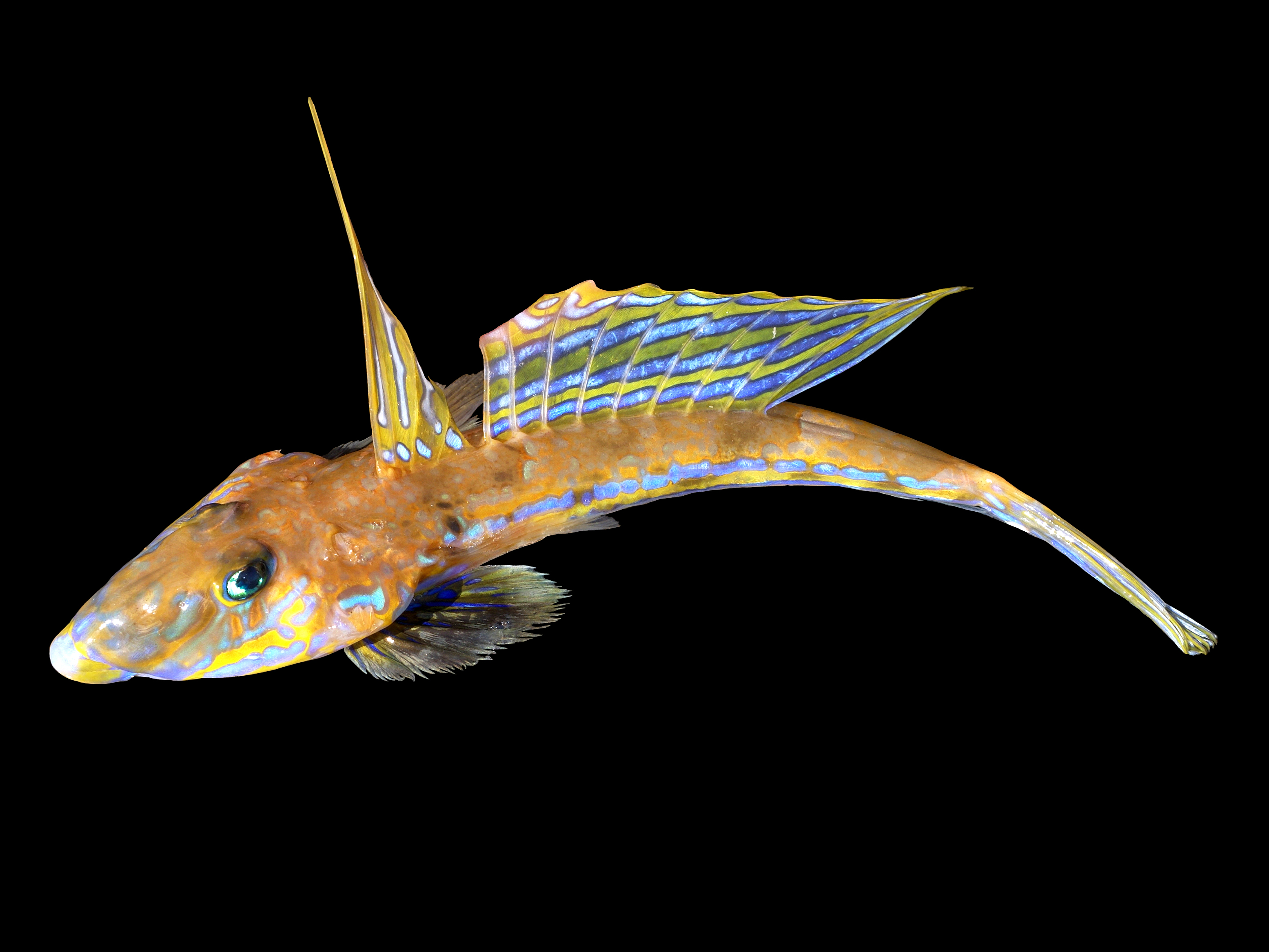
Dragó lira (Callionymus lyra)

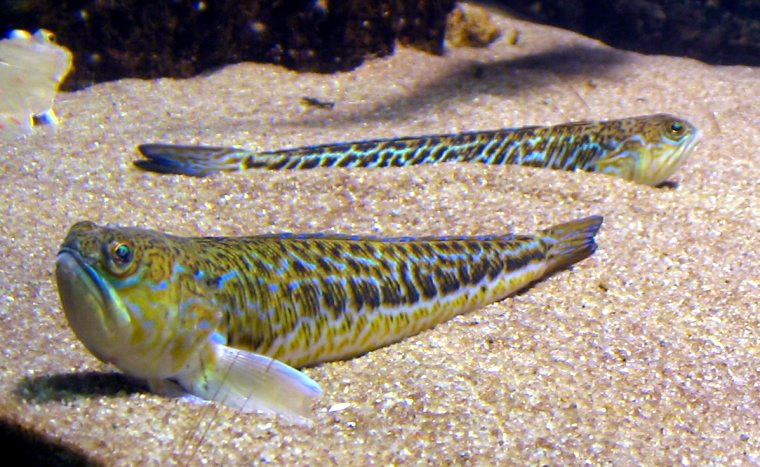
Aranya blanca (Trachinus draco)

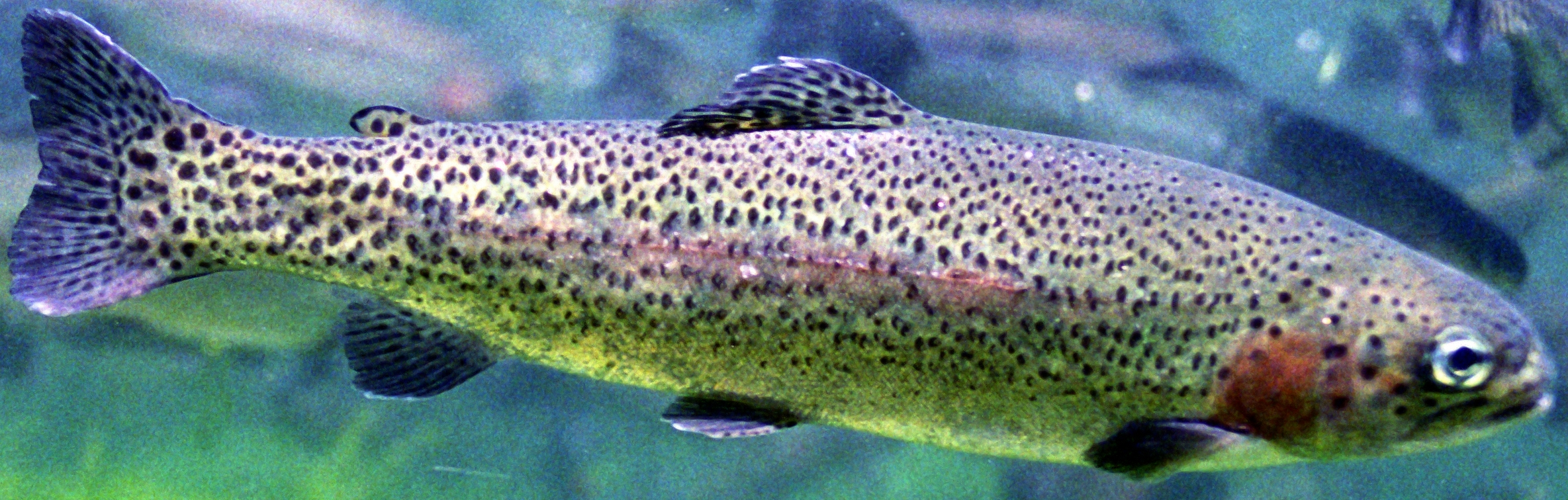
Truita arc de Sant Martí (Oncorhynchus mykiss)

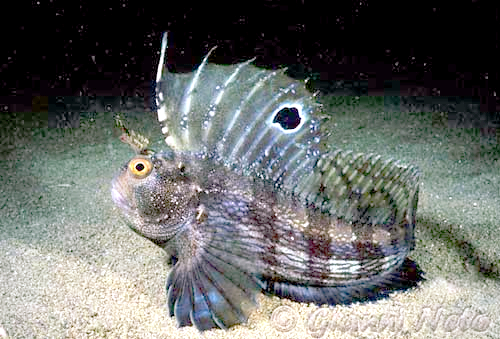
Ase mossegaire (Blennius ocellaris)

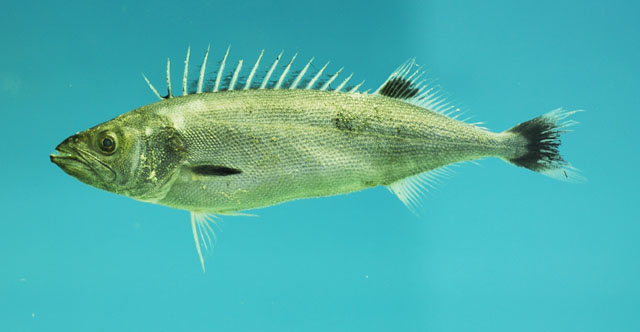
Ruvet (Ruvettus pretiosus)

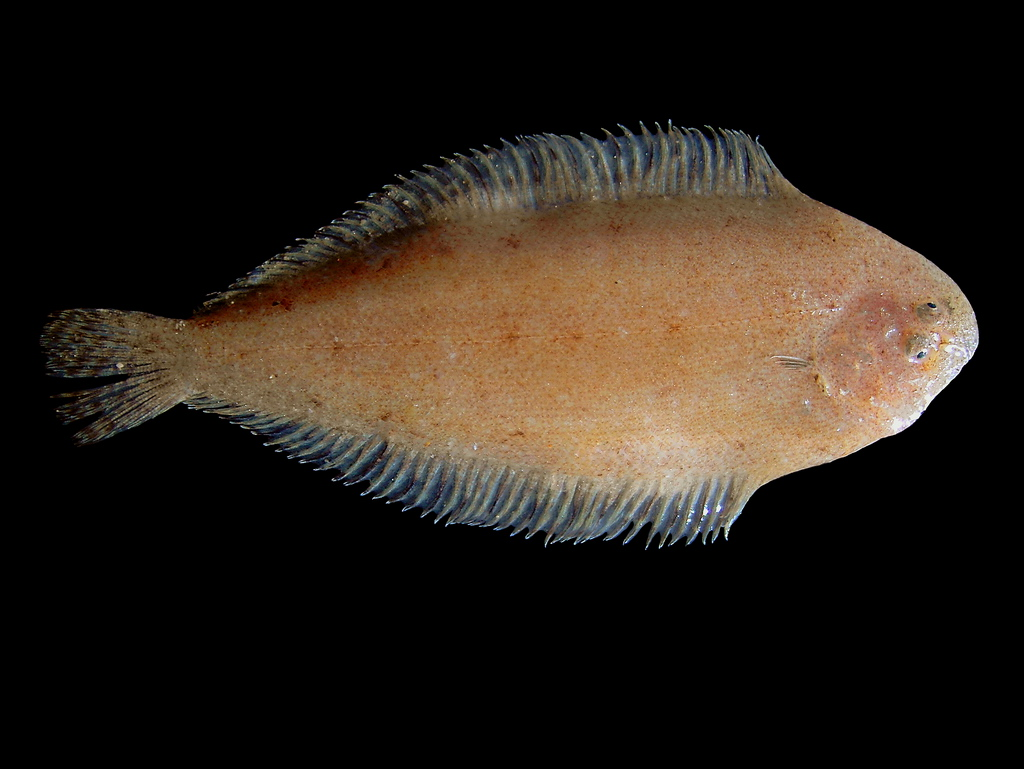
Palaí xic (Buglossidium luteum)

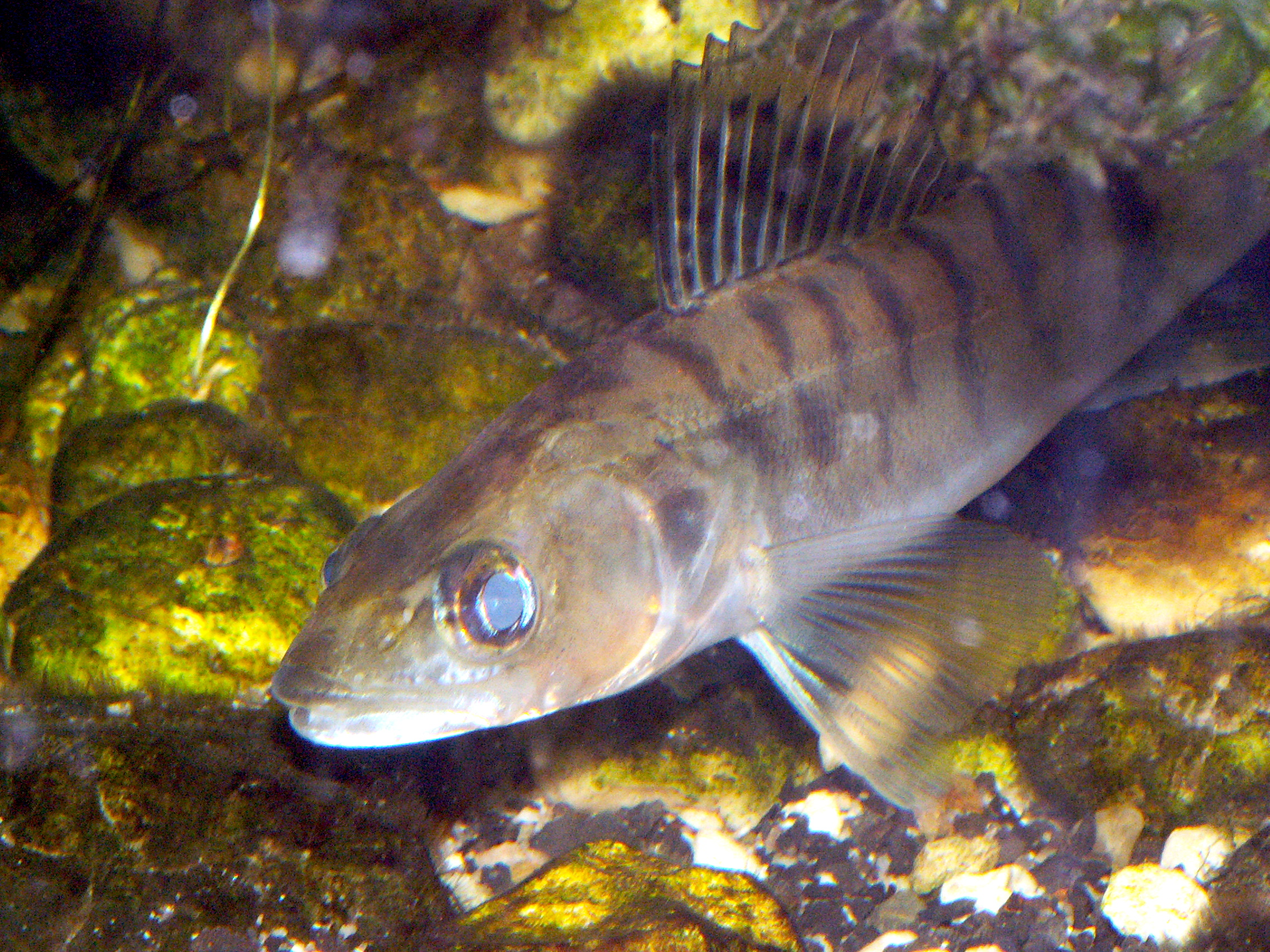
Lucioperca (Sander lucioperca)

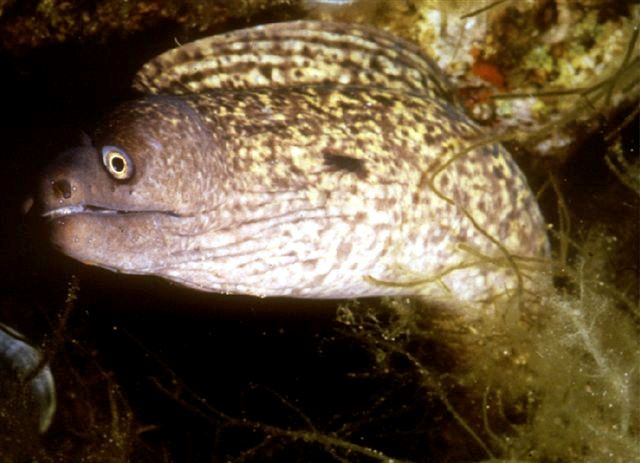
Morena (Muraena helena)

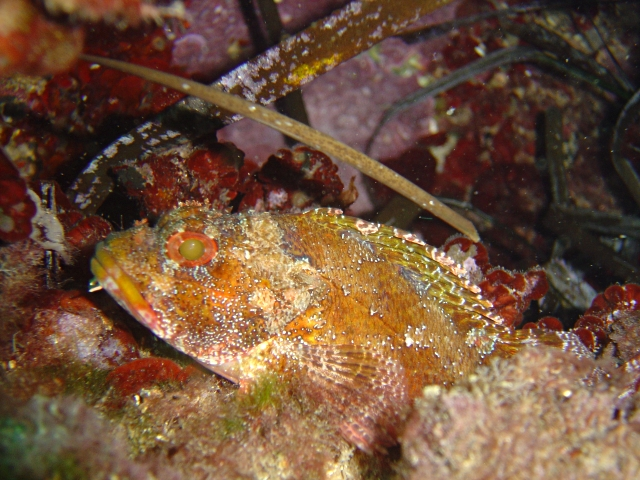
Scorpaena elongata

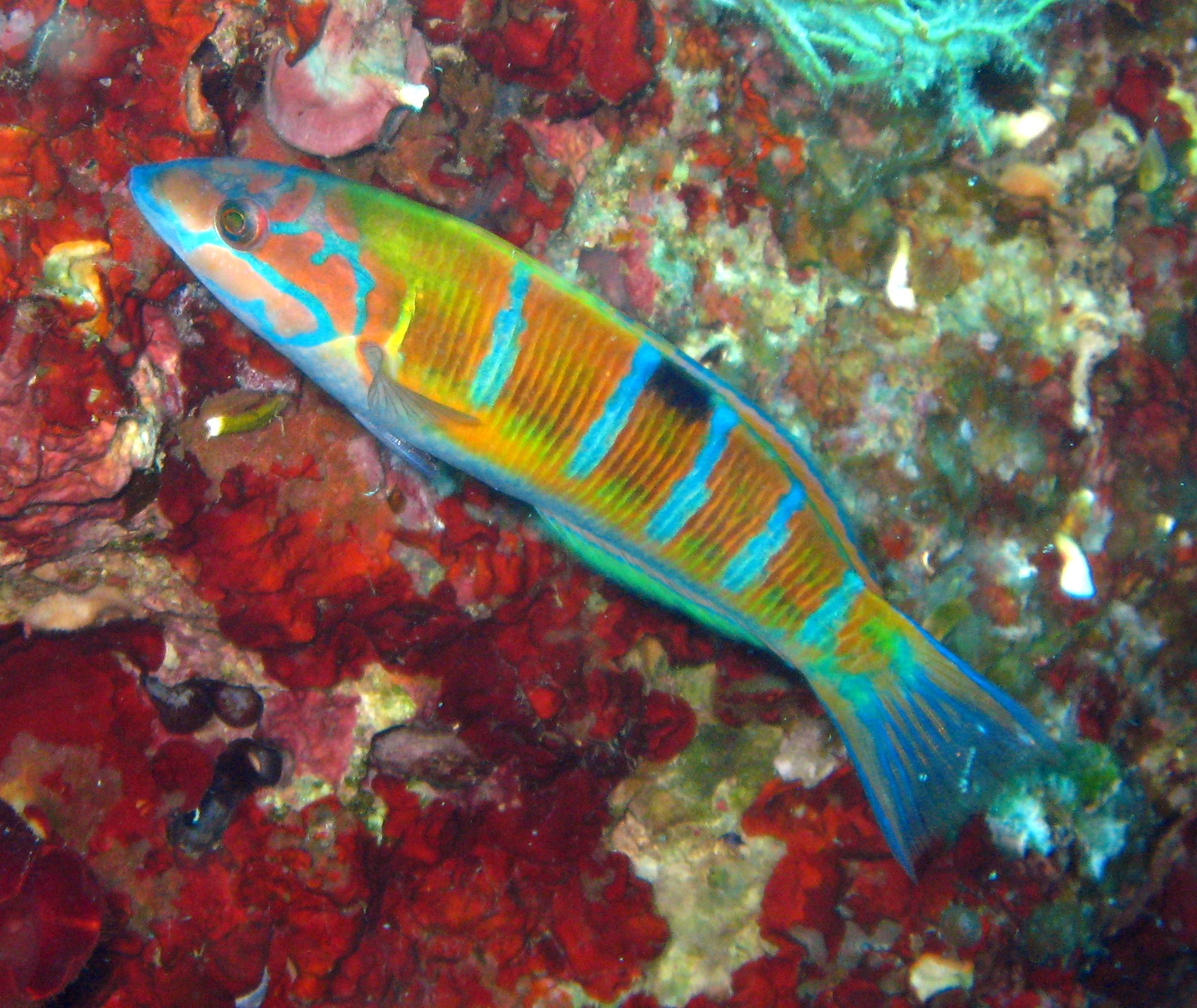
Fadrí (Thalassoma pavo)

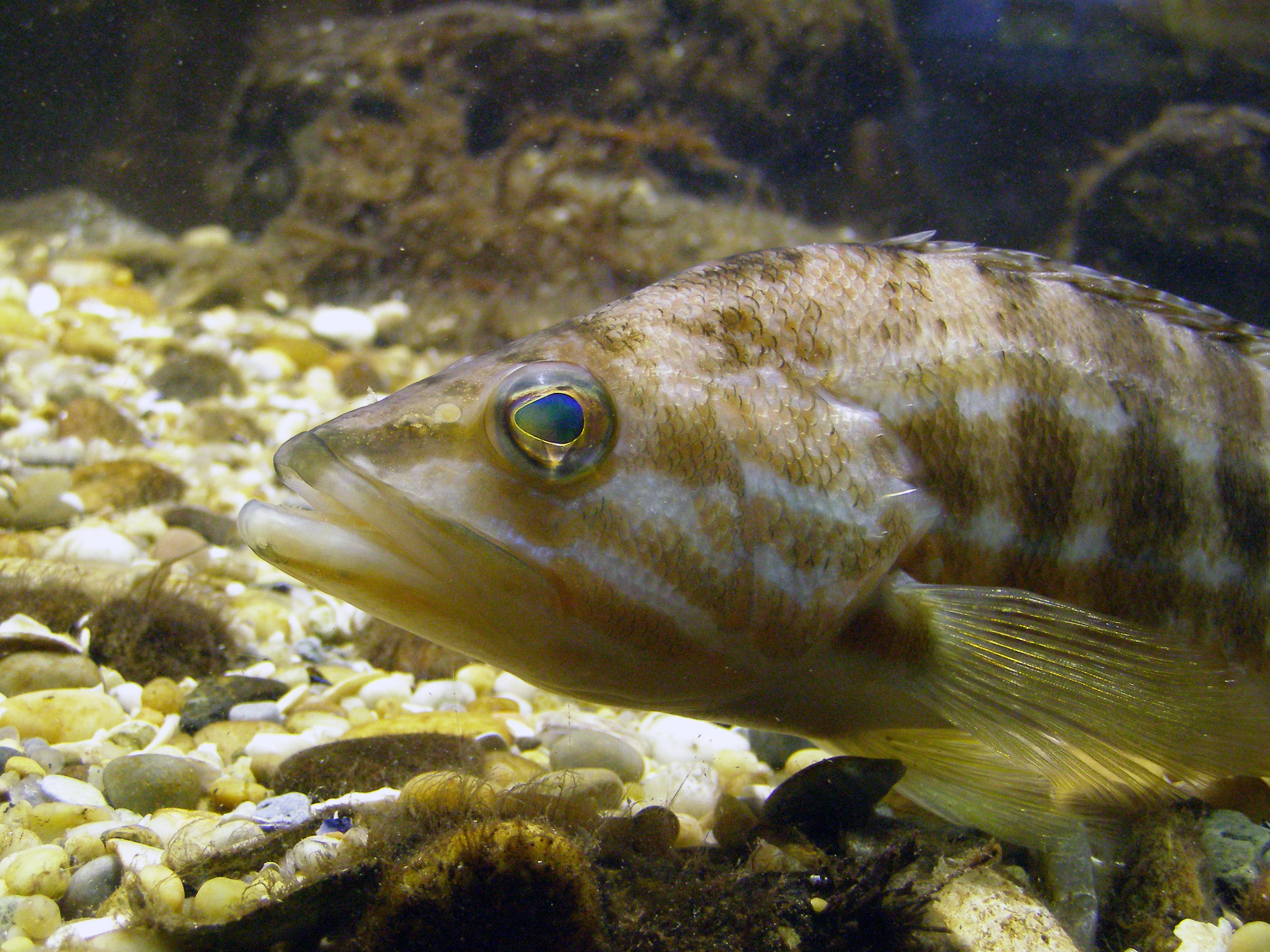
Serranet (Serranus cabrilla)

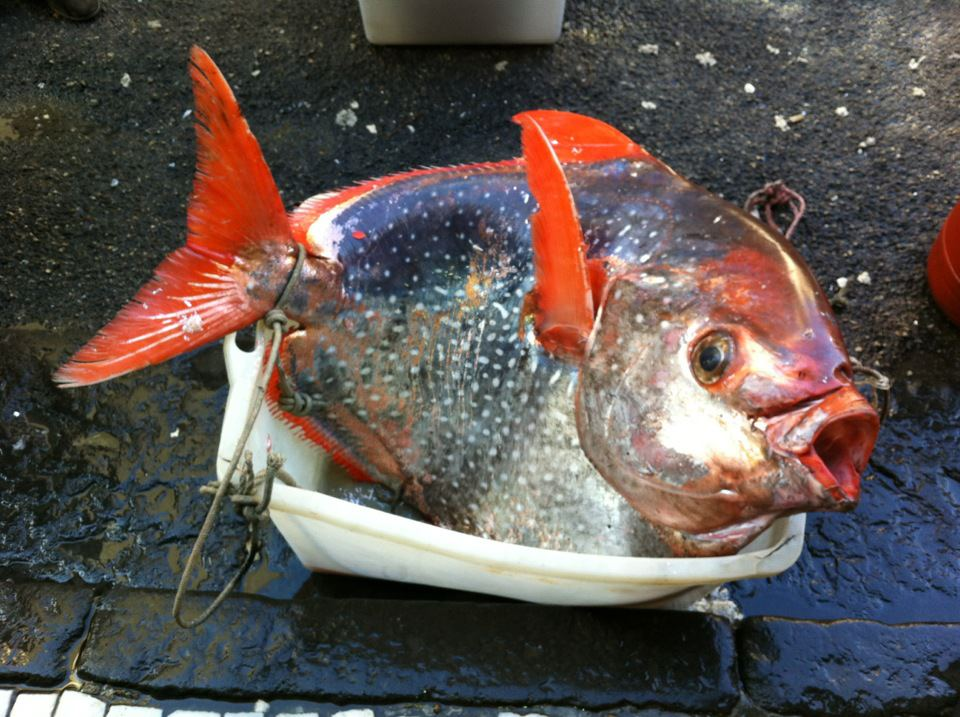
Lampris guttatus

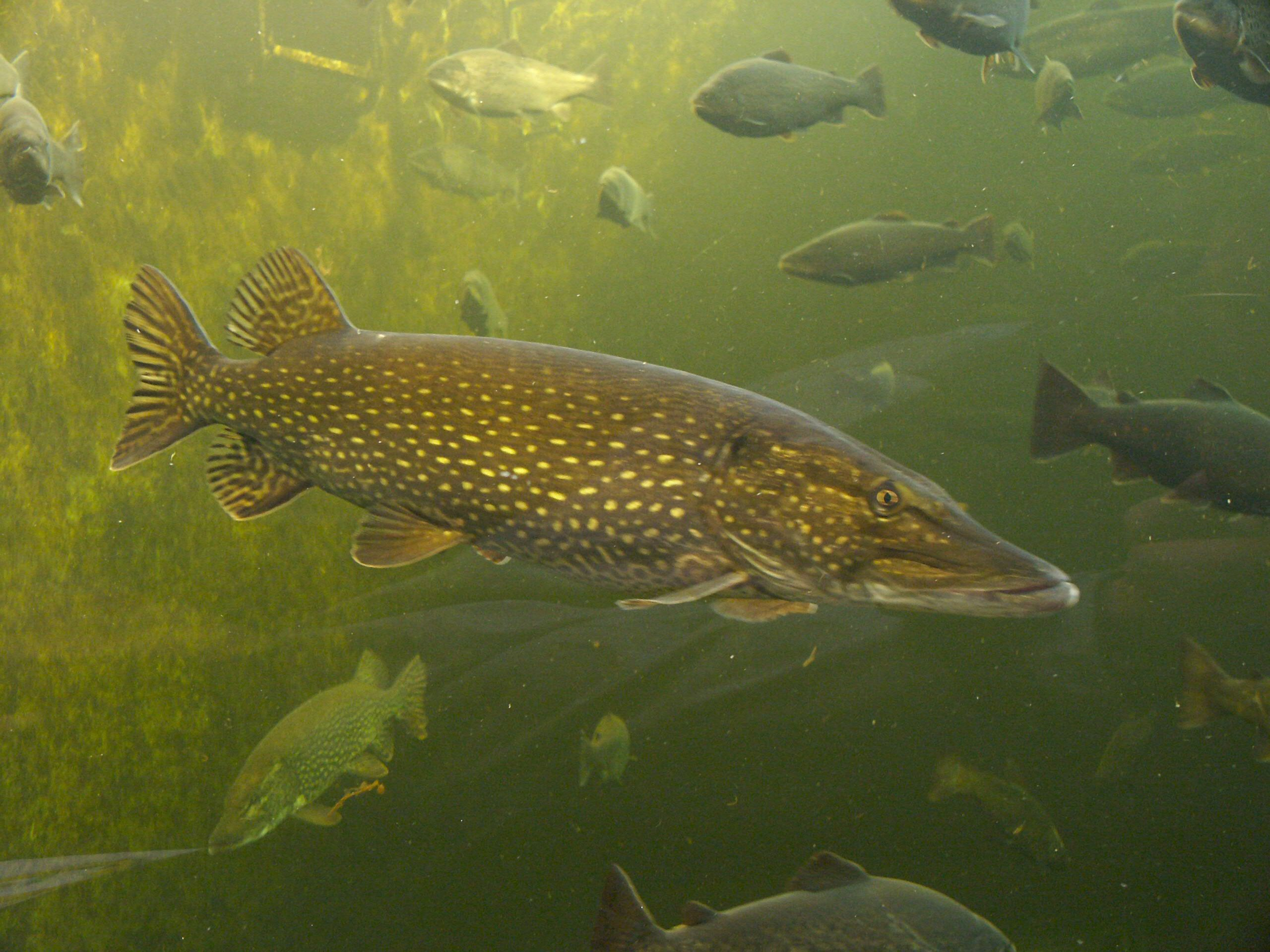
Lluç de riu (Esox lucius)

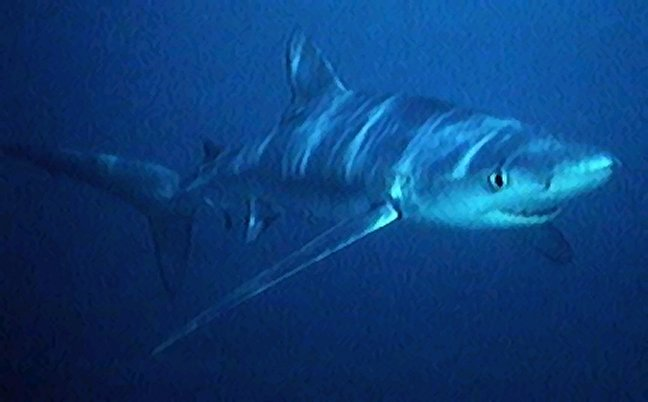
Tintorera (Prionace glauca)

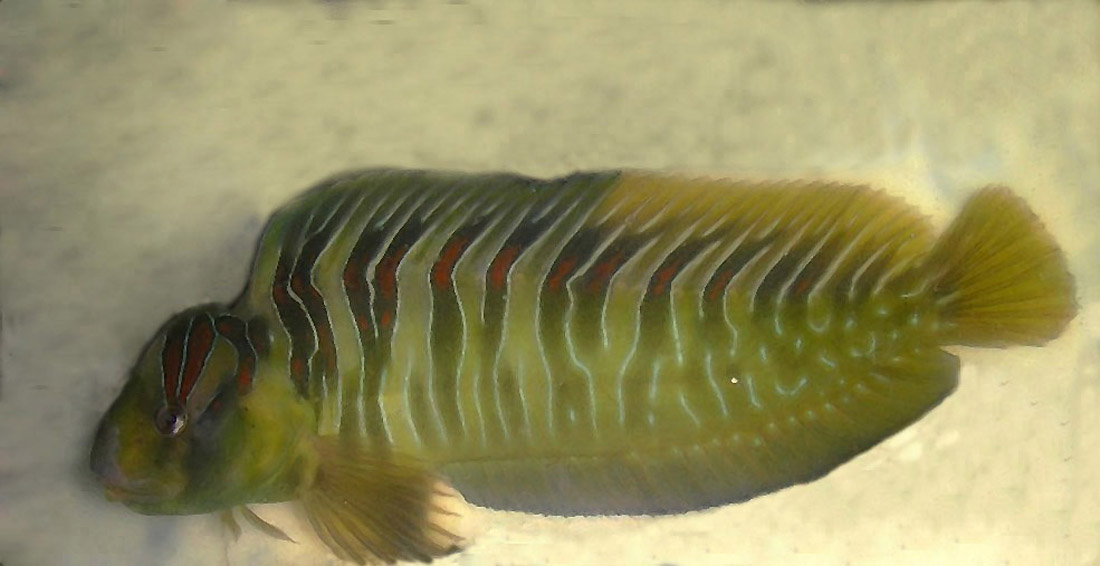
Salaria basilisca

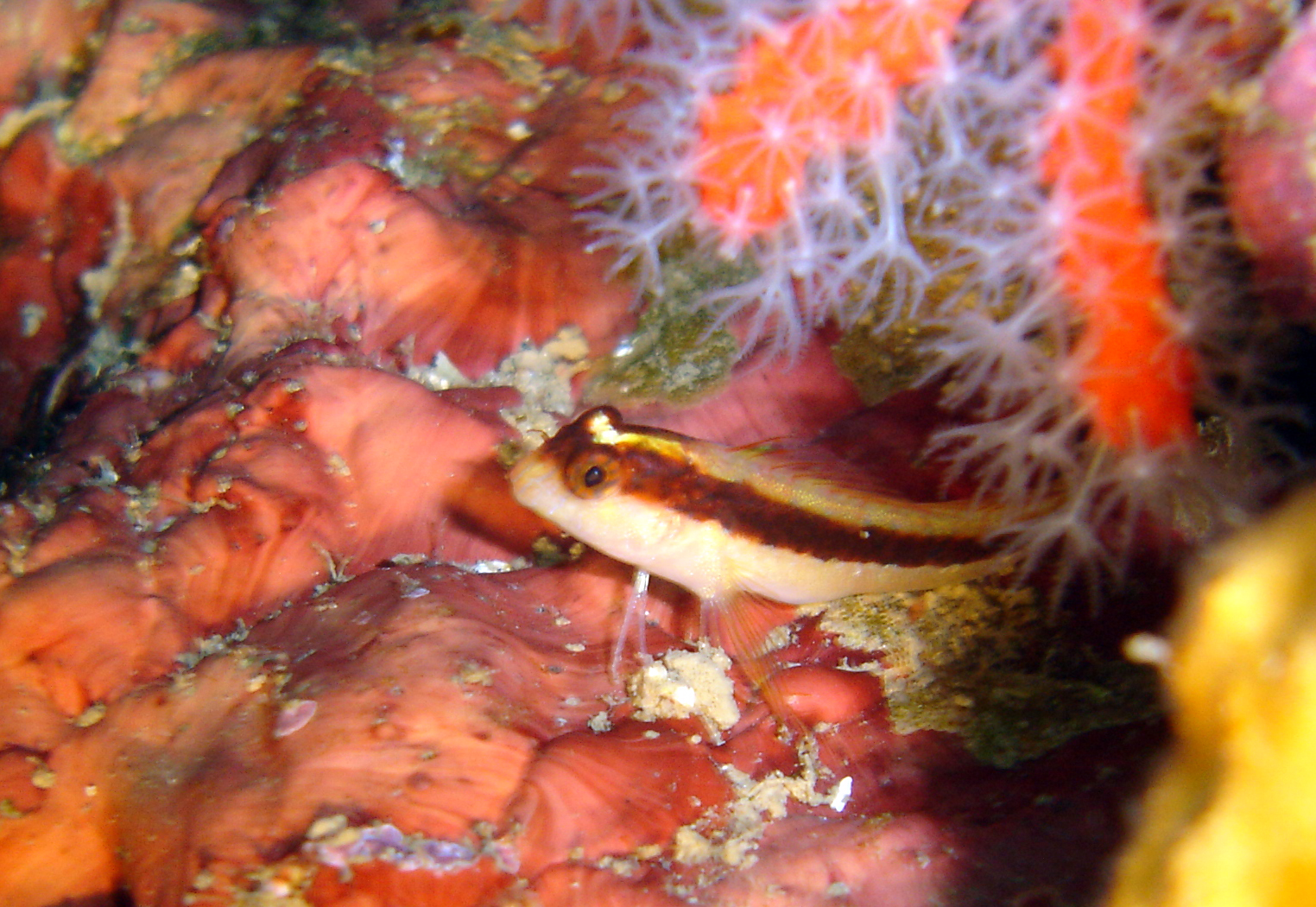
Bavosa de banda negra (Parablennius rouxi)

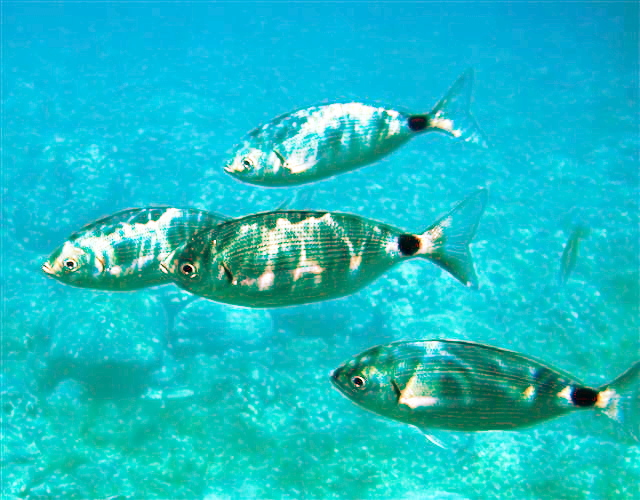
Oblada (Oblada melanura)

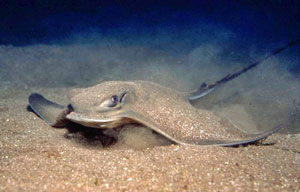
Milana (Myliobatis aquila)

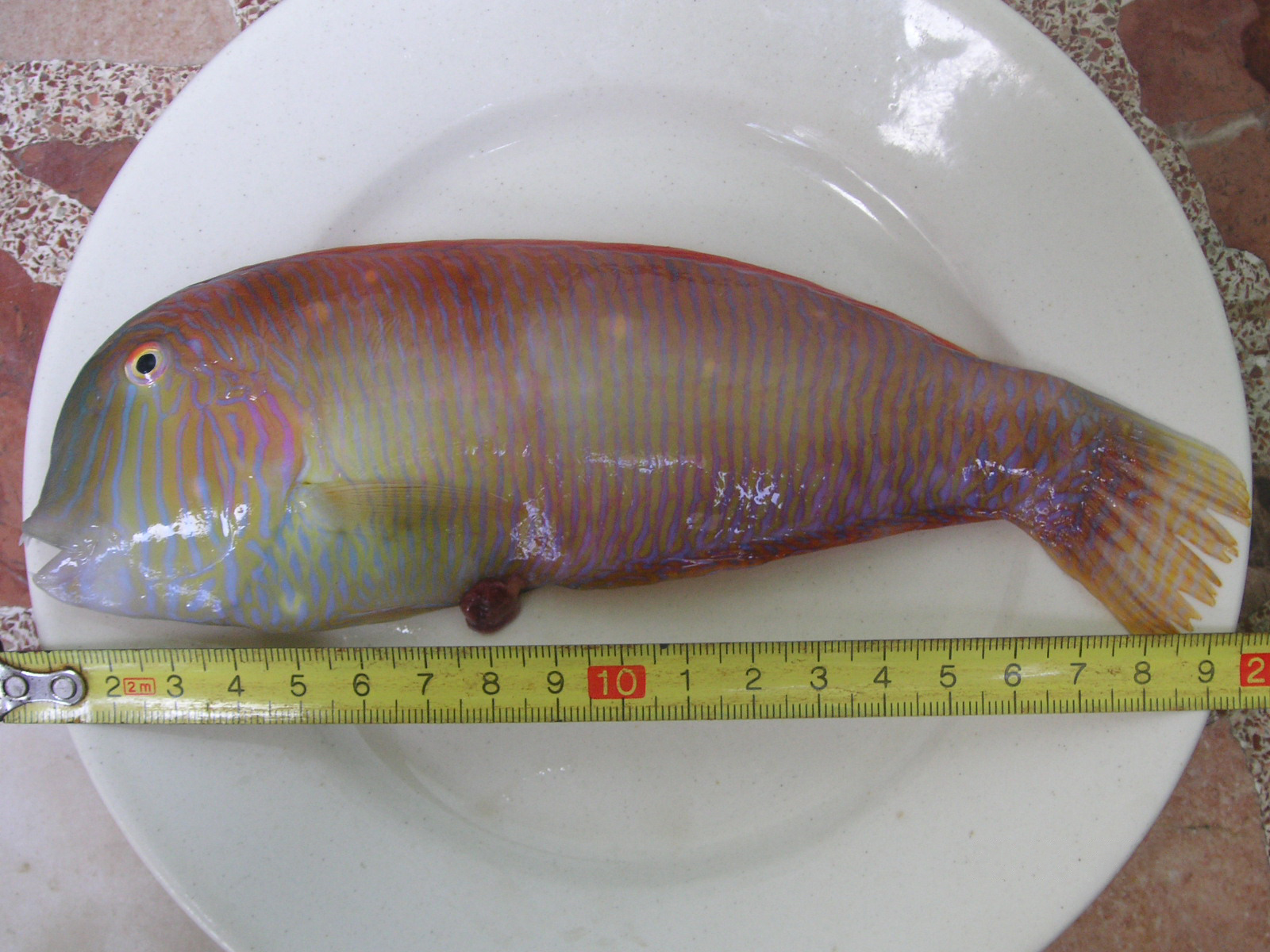
Raor (Xyrichtys novacula)

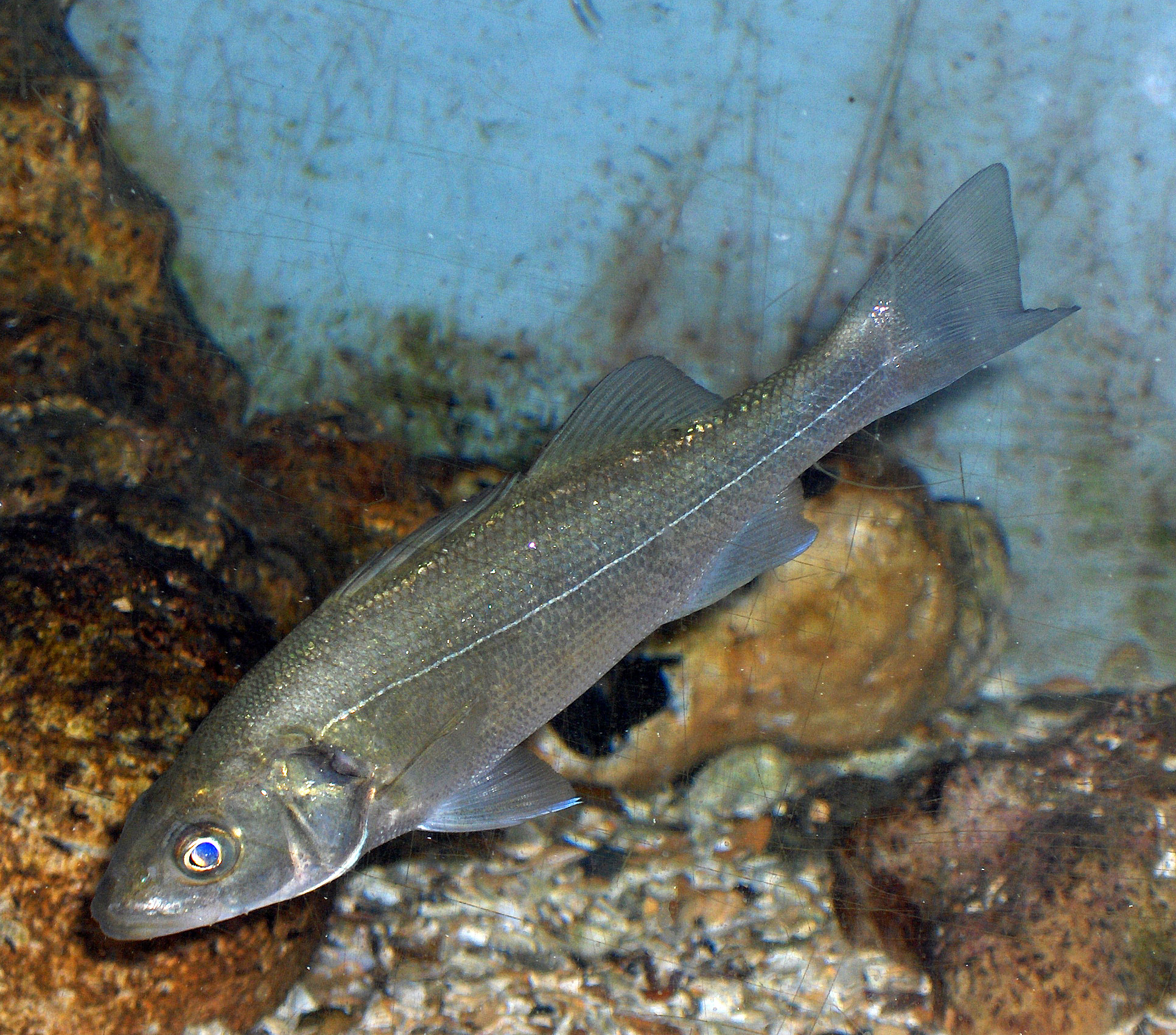
Llobarro (Dicentrarchus labrax)

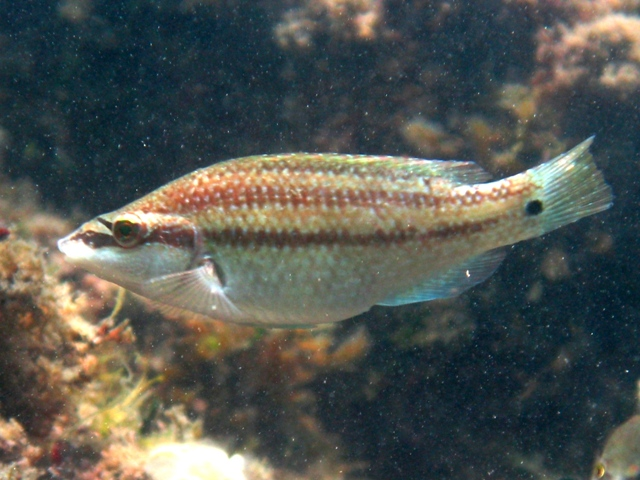
Llavió (Symphodus tinca)

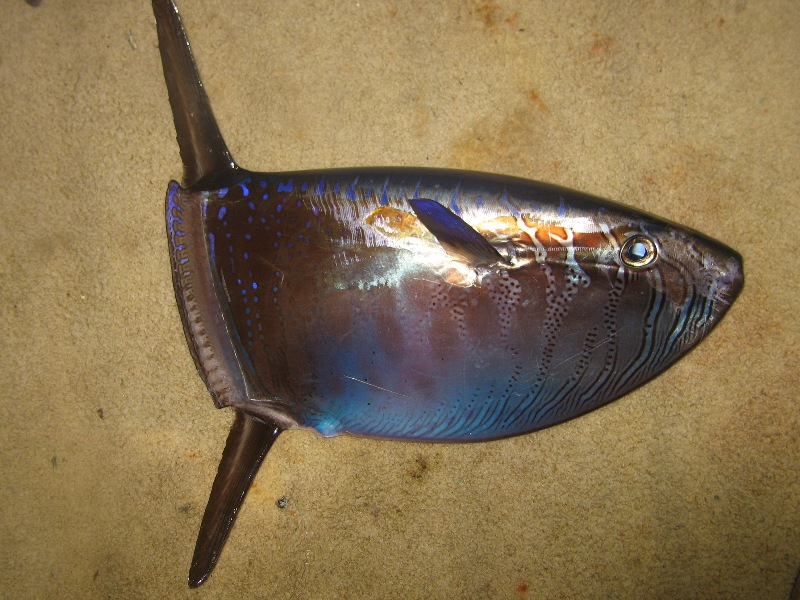
Ranzania laevis

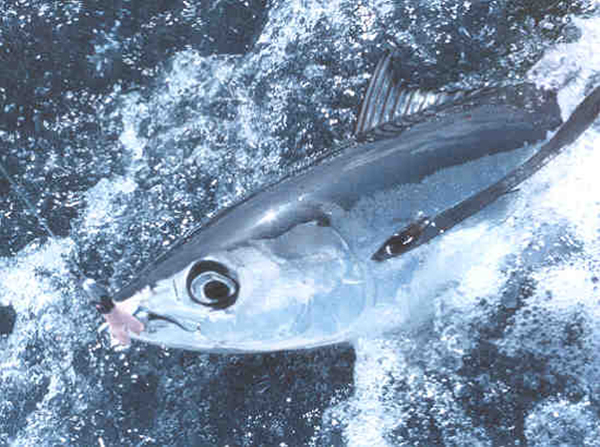
Tonyina blanca (Thunnus alalunga)

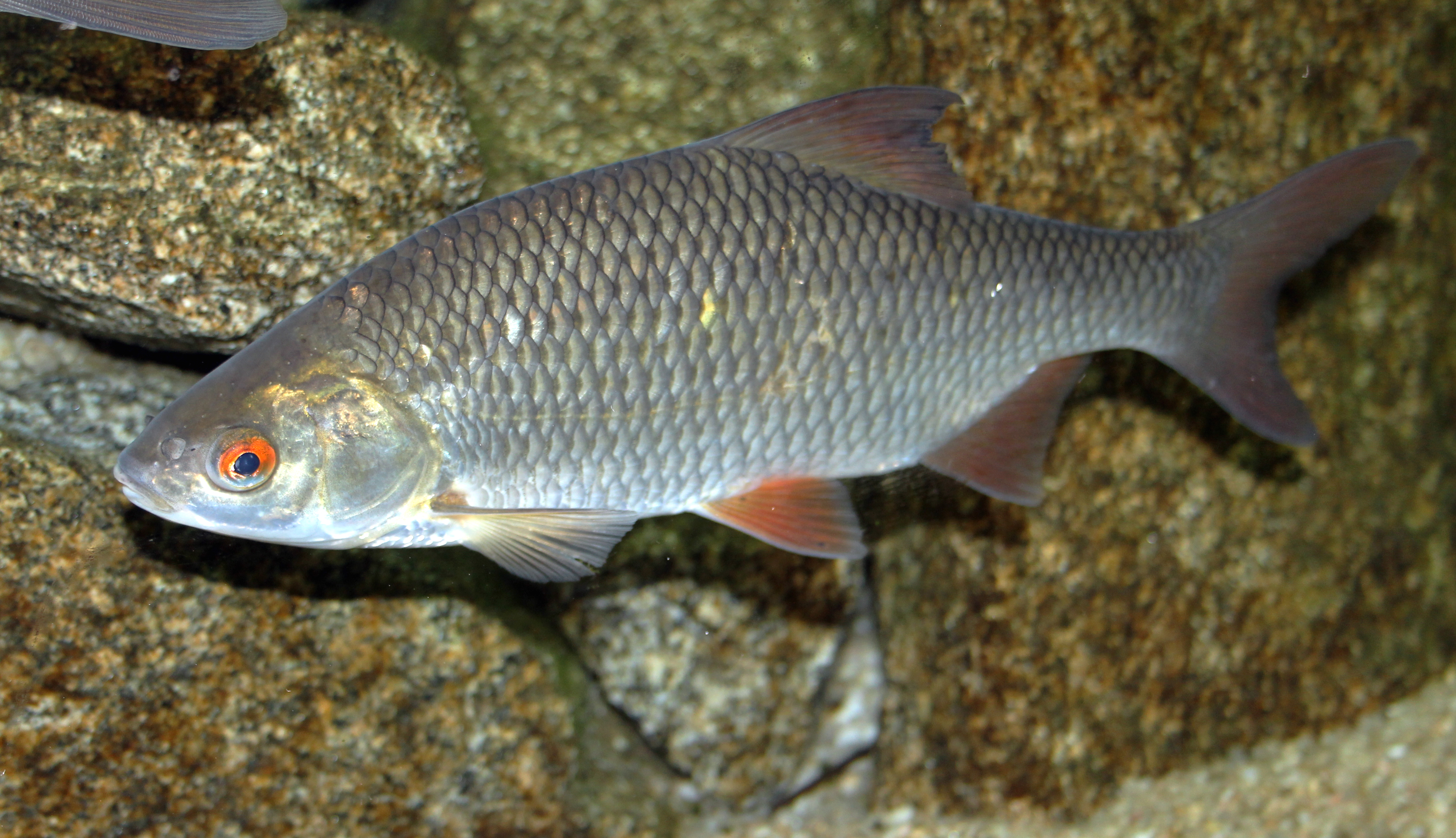
Madrilleta vera (Rutilus rutilus)

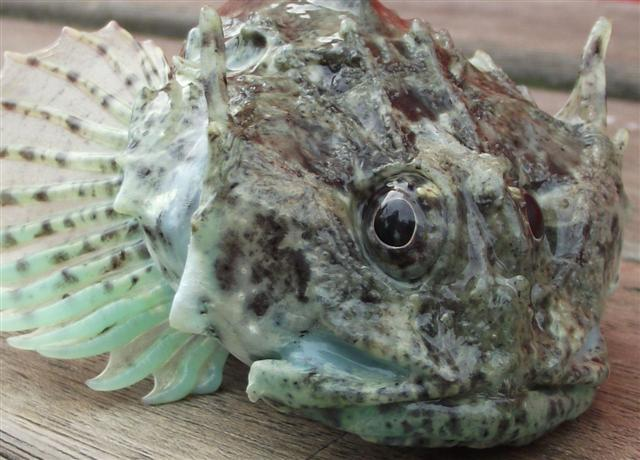
Escorpí de mar d'espines llargues (Taurulus bubalis)

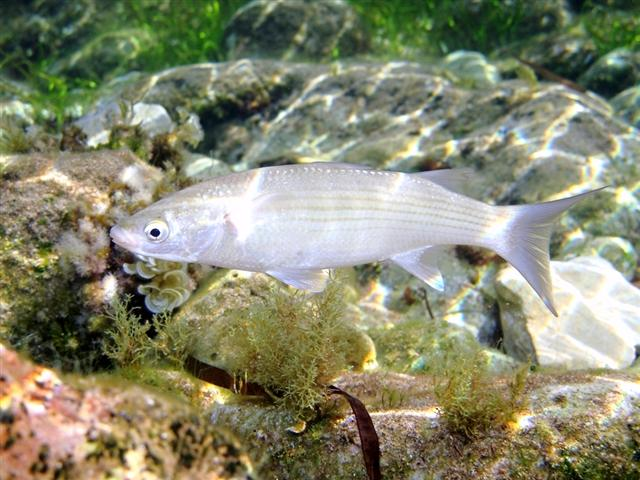
Llissa vera (Chelon labrosus)

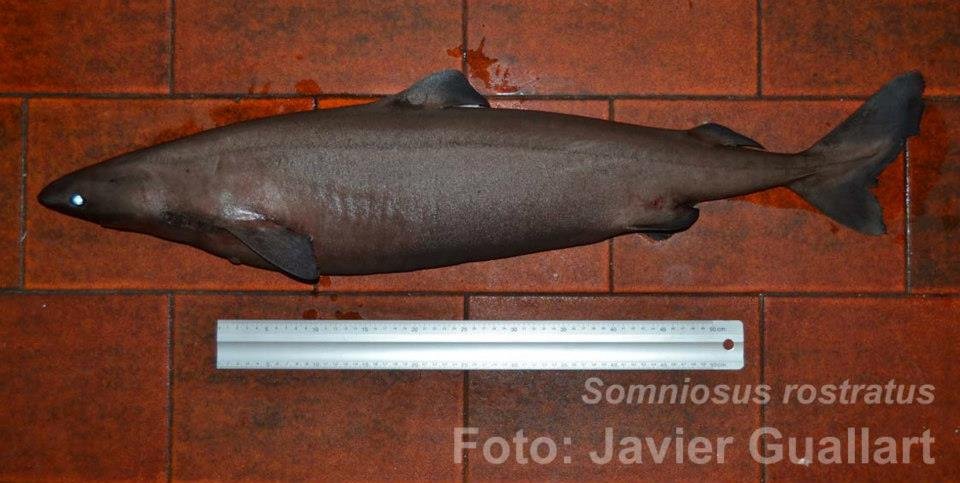
Gutxo boreal (Somniosus rostratus)

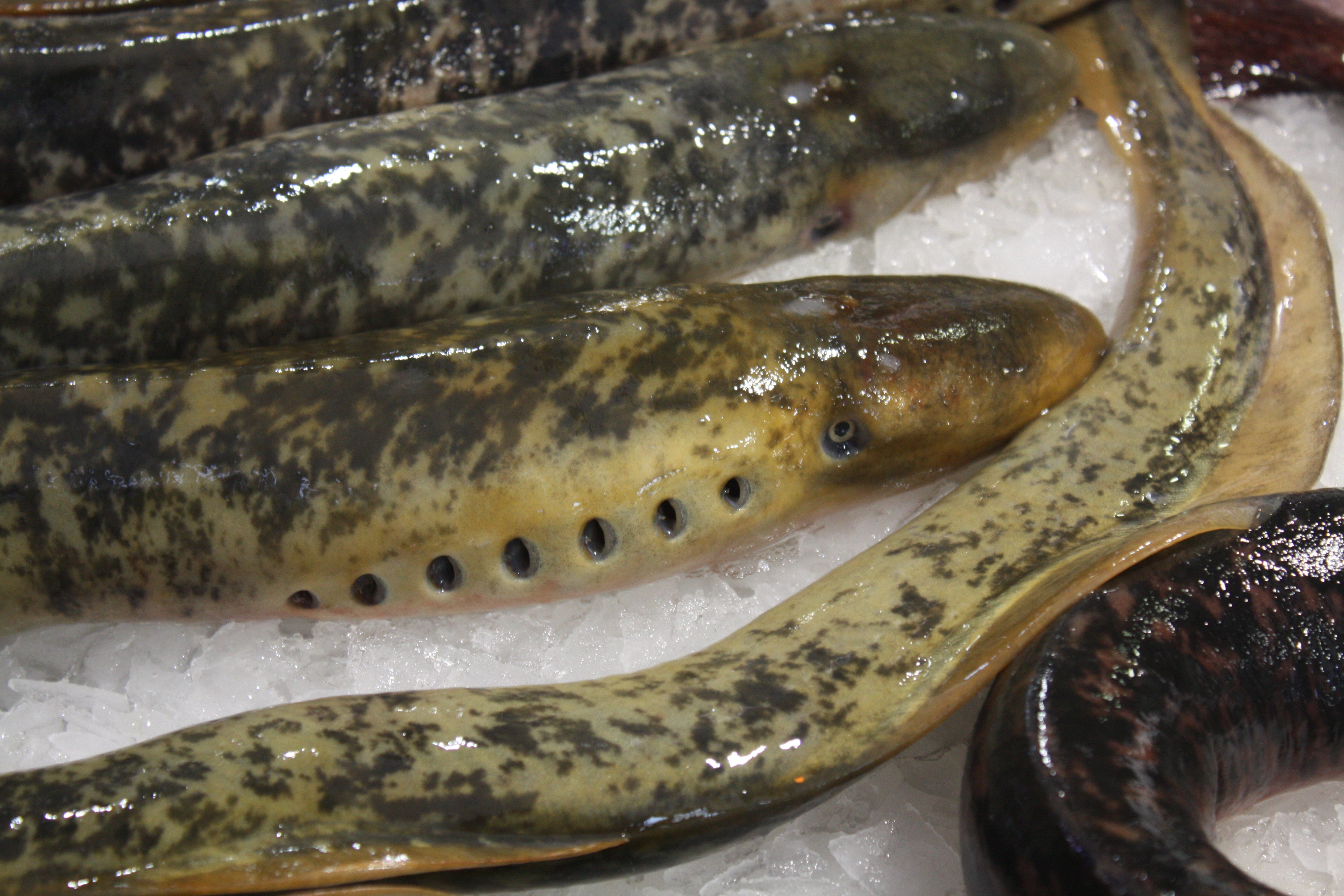
Llampresa de mar (Petromyzon marinus)

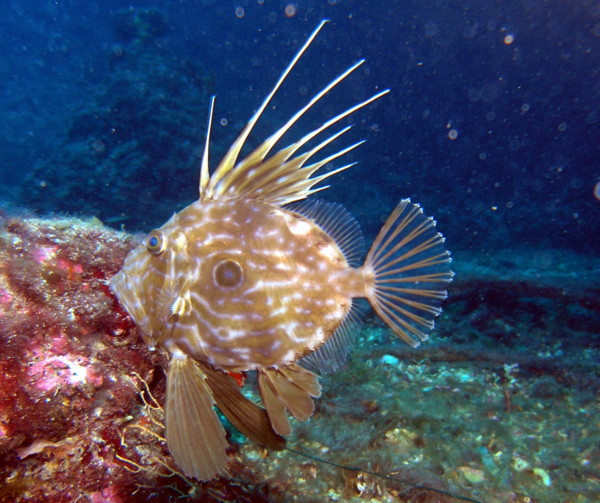
Gall de Sant Pere (Zeus faber)

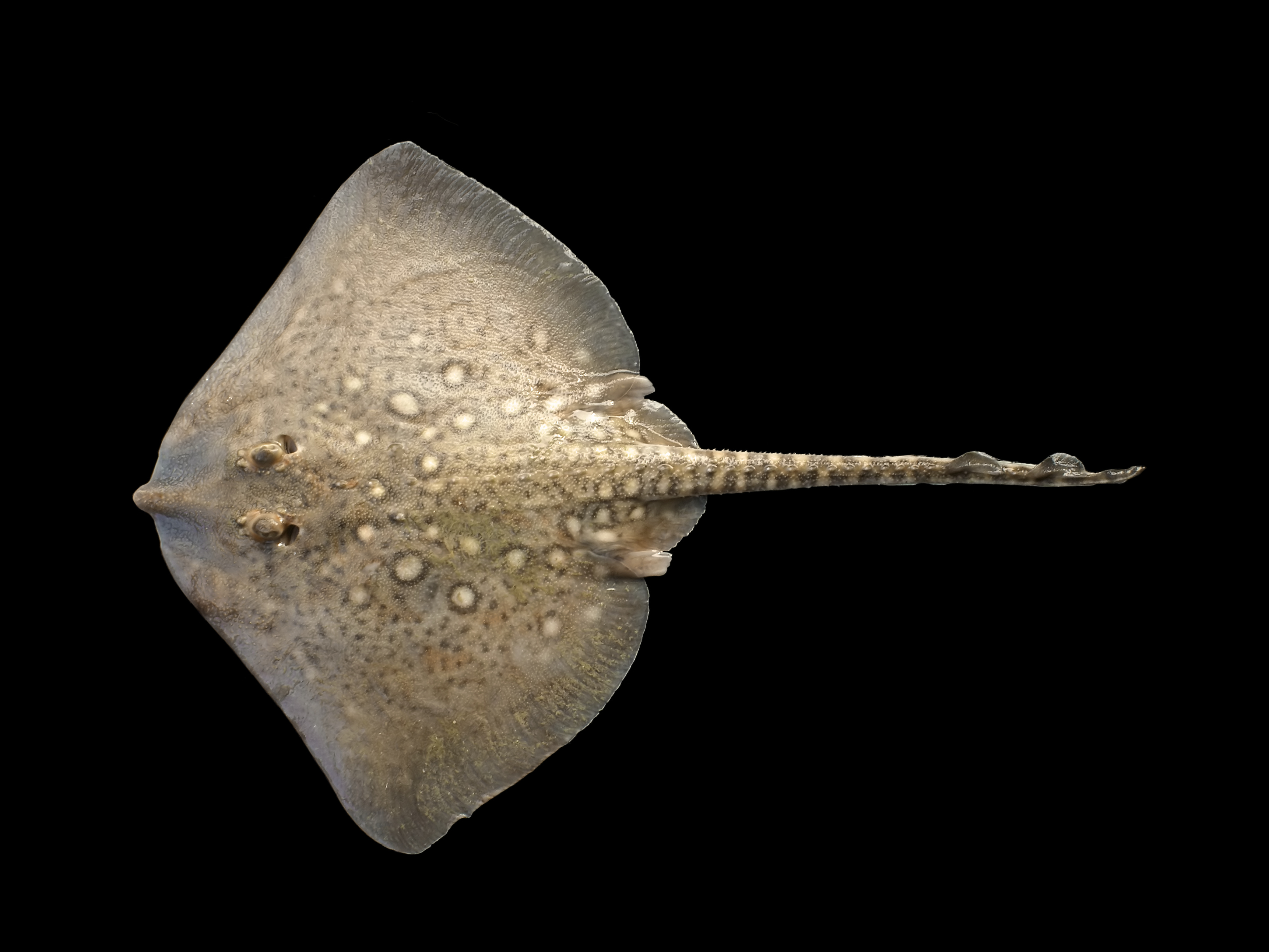
Clavellada (Raja clavata)

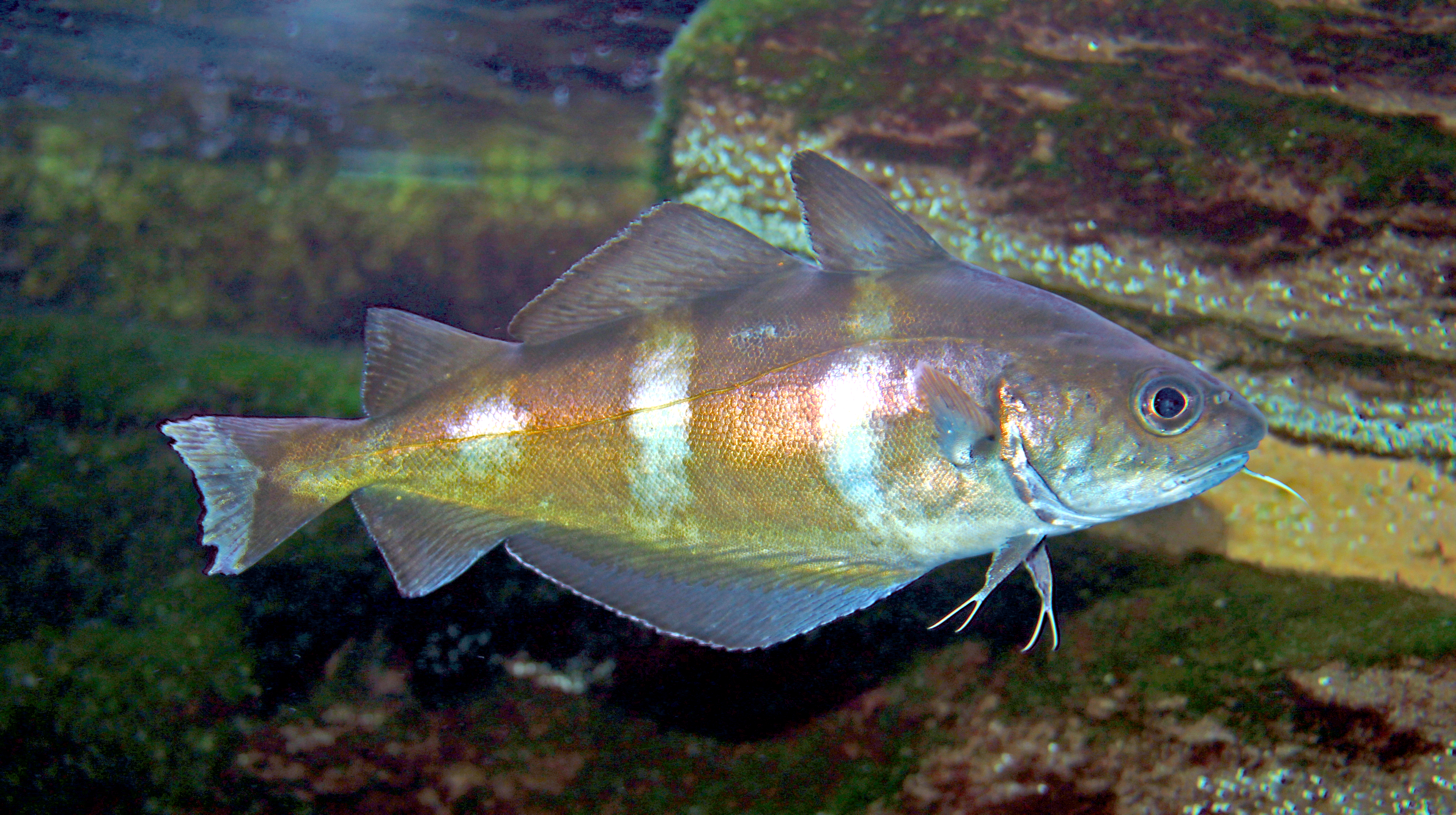
Mòllera fosca (Trisopterus luscus)

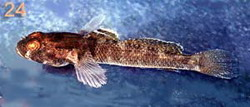
Zebrus zebrus

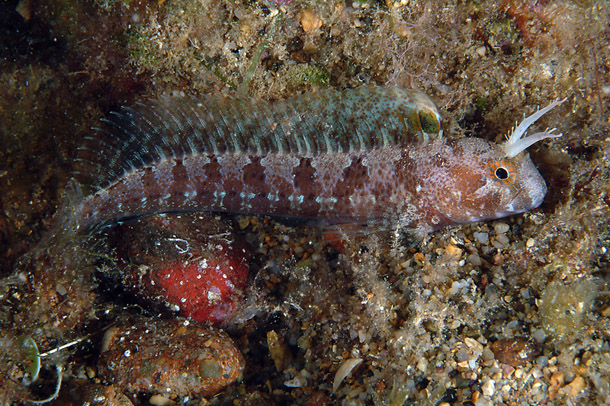
Banyut (Parablennius tentacularis)

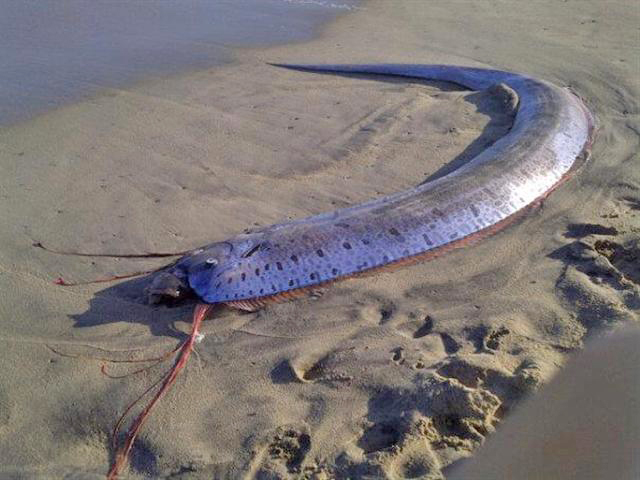
Rei dels peixos (Regalecus glesne)

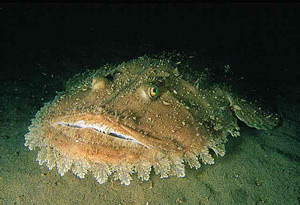
Rap vermell (Lophius budegassa)

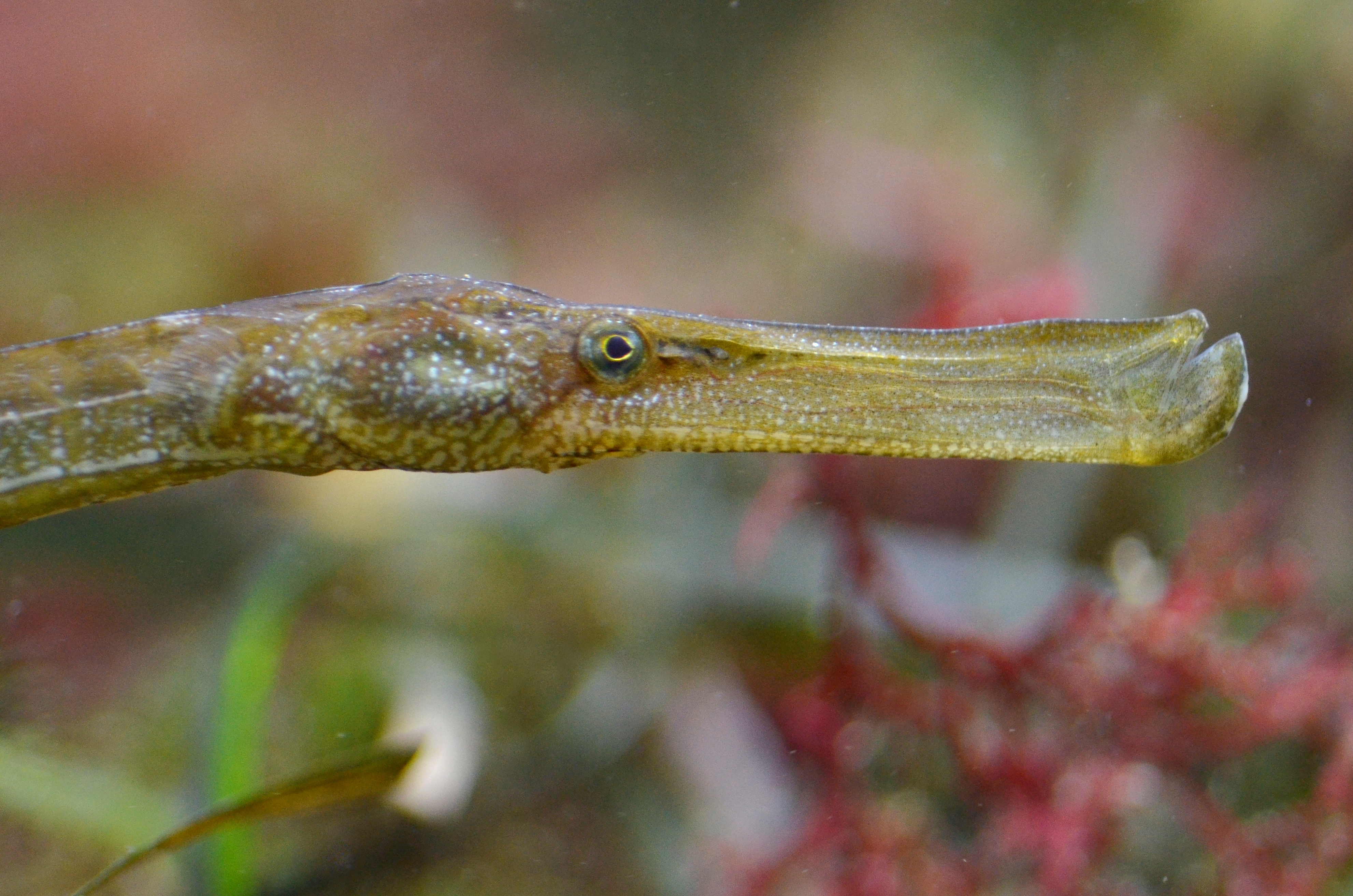
Serpentí (Syngnathus typhle)

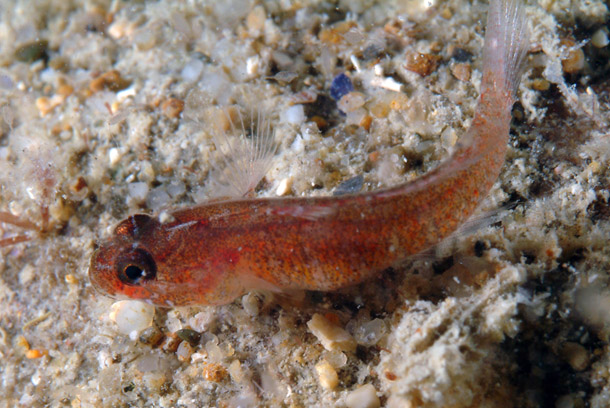
Odondebuenia balearica

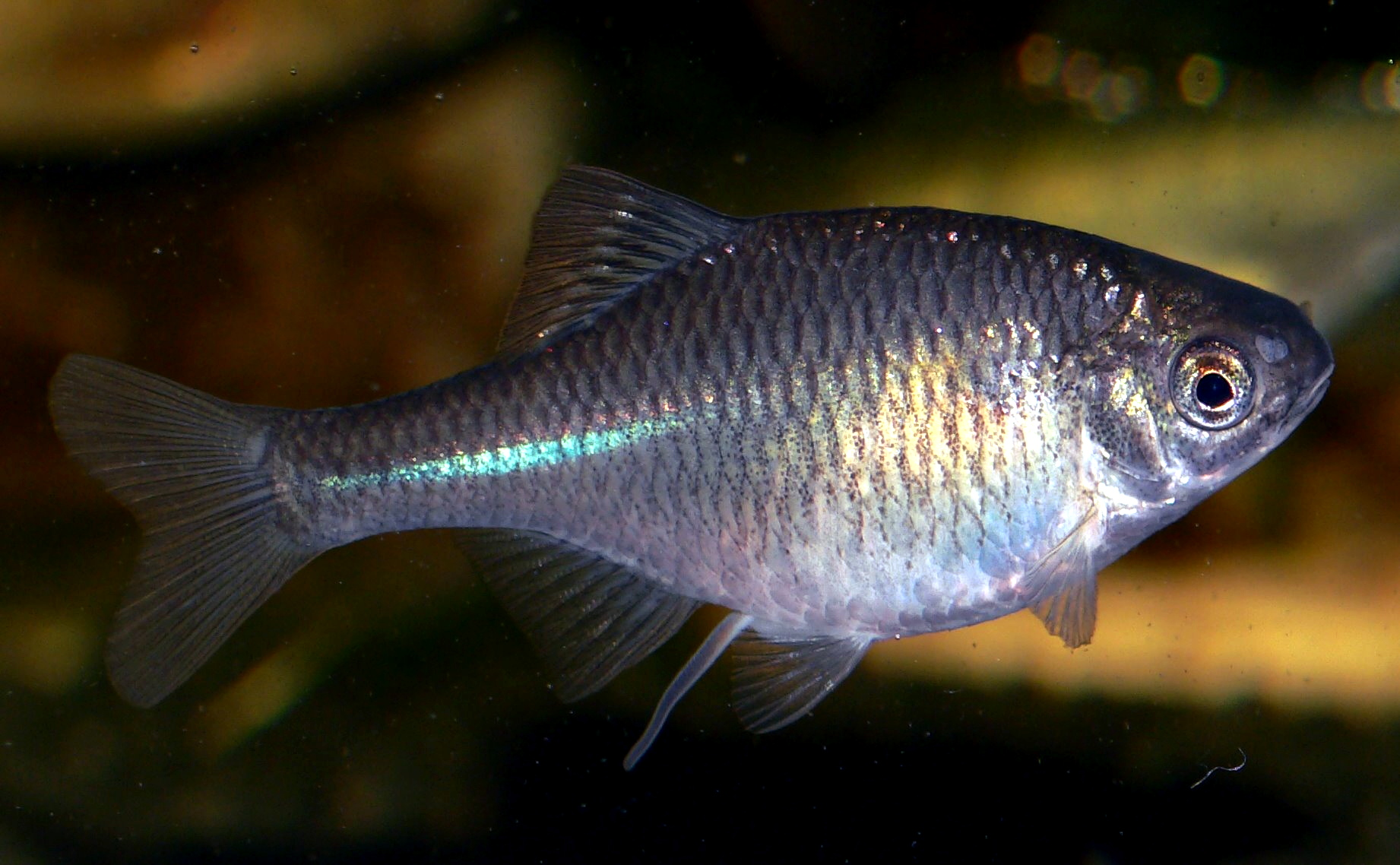
Ródeus (Rhodeus amarus)

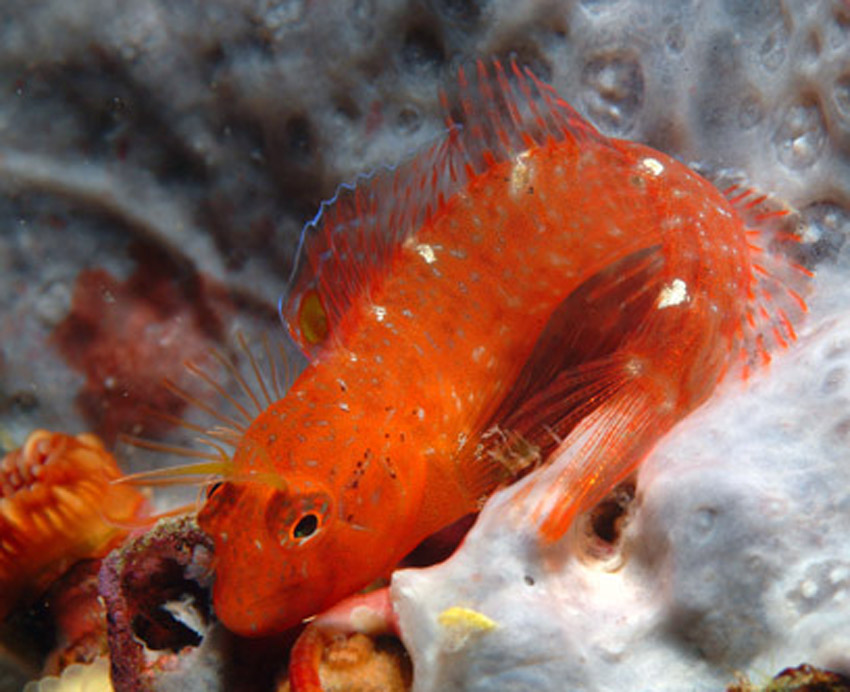
Parablennius zvonimiri

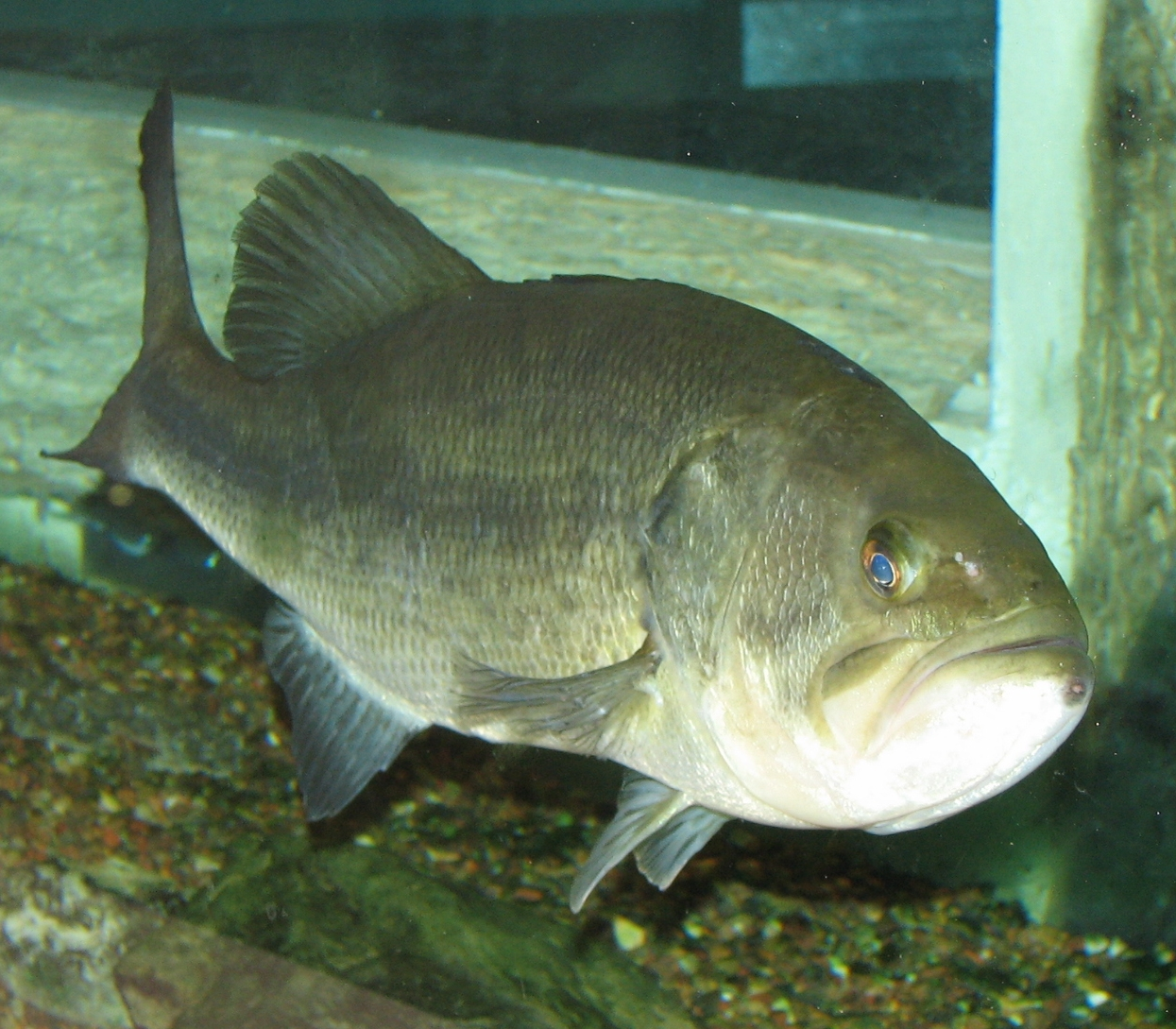
Perca americana (Micropterus salmoides)

Aquesta llista de peixos d'Itàlia inclou 619 espècies de peixos que es poden trobar actualment a Itàlia ordenades per l'ordre alfabètic de llur nom científic.

## A
- Abramis brama
- Abudefduf vaigiensis
- Acantholabrus palloni
- Acipenser naccarii
- Acipenser sturio
- Acipenser transmontanus
- Aidablennius sphynx
- Alburnoides bipunctatus
- Alburnus albidus
- Alburnus alburnus
- Alburnus arborella
- Alectis alexandrina
- Alepisaurus ferox
- Alepocephalus rostratus
- Alopias superciliosus
- Alopias vulpinus
- Alosa agone[1]
- Alosa algeriensis
- Alosa fallax
- Amatitlania nigrofasciata
- Ameiurus melas
- Ameiurus natalis
- Ameiurus nebulosus
- Anarchias euryurus
- Anarhichas lupus
- Anguilla anguilla
- Anthias anthias
- Aphanius fasciatus
- Apletodon dentatus
- Apletodon incognitus
- Apogon imberbis
- Apterichtus anguiformis
- Apterichtus caecus
- Arctozenus risso
- Argentina sphyraena
- Argyropelecus hemigymnus
- Argyrosomus regius
- Ariosoma balearicum
- Arnoglossus grohmanni
- Arnoglossus imperialis
- Arnoglossus kessleri
- Arnoglossus laterna
- Arnoglossus rueppelii
- Arnoglossus thori
- Atherina boyeri
- Atherina hepsetus
- Aulopus filamentosus
- Auxis rochei

## B
- Balistes capriscus
- Barbatula barbatula
- Barbus balcanicus
- Barbus barbus
- Barbus caninus
- Barbus cyclolepis
- Barbus graellsii[2]
- Barbus peloponnesius
- Barbus plebejus
- Barbus tyberinus
- Bathophilus nigerrimus
- Bathypterois dubius
- Bathysolea profundicola
- Bellottia apoda
- Belone belone
- Belone svetovidovi
- Benthocometes robustus
- Benthosema glaciale
- Beryx decadactylus
- Beryx splendens
- Blennius ocellaris
- Blicca bjoerkna
- Boops boops
- Borostomias antarcticus
- Bothus podas
- Brama brama
- Buenia affinis
- Buglossidium luteum

## C
- Callanthias ruber
- Callionymus fasciatus
- Callionymus lyra
- Callionymus maculatus
- Callionymus pusillus
- Callionymus risso
- Campogramma glaycos
- Capros aper
- Caranx crysos
- Caranx hippos
- Caranx rhonchus
- Carapus acus
- Carassius auratus
- Carassius carassius
- Carcharhinus brachyurus
- Carcharhinus brevipinna
- Carcharhinus limbatus
- Carcharhinus longimanus
- Carcharhinus obscurus
- Carcharhinus plumbeus
- Carcharias taurus
- Carcharodon carcharias
- Cataetyx alleni
- Cataetyx laticeps
- Centracanthus cirrus
- Centrolophus niger
- Centrophorus granulosus
- Centrophorus uyato
- Centroscymnus coelolepis
- Cephalopholis taeniops
- Cepola macrophthalma
- Ceratoscopelus maderensis
- Cetorhinus maximus
- Chauliodus sloani
- Chaunax suttkusi
- Cheilopogon heterurus
- Chelidonichthys cuculus
- Chelidonichthys lucerna
- Chelidonichthys obscurus
- Chelon labrosus
- Chimaera monstrosa
- Chlopsis bicolor
- Chlorophthalmus agassizi
- Chondrostoma nasus
- Chondrostoma soetta
- Chromis chromis
- Chromogobius quadrivittatus
- Chromogobius zebratus
- Citharus linguatula
- Clinitrachus argentatus
- Cobitis bilineata
- Cobitis taenia[3]
- Cobitis zanandreai
- Coelorinchus caelorhincus
- Coelorinchus occa
- Conger conger
- Corcyrogobius liechtensteini
- Coregonus candidus
- Coregonus lavaretus
- Coregonus macrophthalmus
- Coregonus oxyrinchus
- Coregonus wartmanni
- Coris julis
- Coryphaena equiselis
- Coryphaena hippurus
- Coryphaenoides guentheri
- Coryphaenoides mediterraneus
- Coryphoblennius galerita
- Cottus gobio
- Cottus scaturigo
- Crenidens crenidens
- Crystallogobius linearis
- Ctenolabrus rupestris
- Cubiceps gracilis
- Cyclothone braueri
- Cyclothone pygmaea
- Cynoponticus ferox
- Cyprinus carpio

## D
- Dactylopterus volitans
- Dalatias licha
- Dalophis imberbis
- Dasyatis centroura
- Dasyatis pastinaca
- Dasyatis tortonesei
- Deltentosteus collonianus
- Deltentosteus quadrimaculatus
- Dentex dentex
- Dentex gibbosus
- Dentex macrophthalmus
- Diaphus holti
- Diaphus metopoclampus
- Diaphus rafinesquii
- Dicentrarchus labrax
- Dicentrarchus punctatus
- Didogobius splechtnai
- Diplecogaster bimaculata
- Diplodus annularis
- Diplodus cervinus
- Diplodus puntazzo
- Diplodus sargus sargus
- Diplodus vulgaris
- Dipturus batis
- Dipturus oxyrinchus
- Dysomma brevirostre

## E
- Echelus myrus
- Echeneis naucrates
- Echiichthys vipera
- Echinorhinus brucus
- Echiodon dentatus
- Electrona risso
- Enchelycore anatina
- Engraulis encrasicolus
- Epigonus constanciae
- Epigonus denticulatus
- Epigonus telescopus
- Epinephelus aeneus
- Epinephelus caninus
- Epinephelus costae
- Epinephelus marginatus
- Equulites klunzingeri
- Eretmophorus kleinenbergi
- Esox cisalpinus
- Esox lucius
- Etmopterus spinax
- Etrumeus golanii
- Eutelichthys leptochirus
- Euthynnus alletteratus
- Eutrigla gurnardus
- Evermannella balbo
- Exocoetus obtusirostris
- Exocoetus volitans

## F
- Facciolella oxyrhyncha
- Fistularia commersonii

## G
- Gadella maraldi
- Gadiculus argenteus
- Gaidropsarus biscayensis
- Gaidropsarus mediterraneus
- Gaidropsarus vulgaris
- Galeocerdo cuvier
- Galeorhinus galeus
- Galeus melastomus
- Gambusia affinis
- Gambusia holbrooki
- Gammogobius steinitzi
- Gasterosteus aculeatus
- Gasterosteus gymnurus
- Glossanodon leioglossus
- Gnathophis mystax
- Gobio gobio
- Gobius ater
- Gobius auratus
- Gobius bucchichi
- Gobius cobitis
- Gobius cruentatus
- Gobius fallax
- Gobius geniporus
- Gobius niger
- Gobius paganellus
- Gobius roulei
- Gobius vittatus
- Gobius xanthocephalus
- Gonichthys cocco
- Gonostoma denudatum
- Gouania willdenowi
- Grammonus ater
- Gymnammodytes cicerelus
- Gymnocephalus cernua
- Gymnothorax unicolor
- Gymnura altavela

## H
- Halobatrachus didactylus
- Halosaurus ovenii
- Helicolenus dactylopterus
- Heptranchias perlo
- Hexanchus griseus
- Hippocampus guttulatus
- Hippocampus hippocampus
- Hirundichthys rondeletii
- Hoplostethus mediterraneus
- Hucho hucho
- Huso huso
- Hygophum benoiti
- Hygophum hygomii
- Hymenocephalus italicus
- Hypleurochilus bananensis
- Hypophthalmichthys molitrix
- Hypophthalmichthys nobilis

## I
- Ichthyococcus ovatus
- Ictalurus punctatus
- Istiophorus albicans
- Isurus oxyrinchus

## K
- Katsuwonus pelamis
- Knipowitschia caucasica
- Knipowitschia panizzae
- Knipowitschia punctatissima
- Kyphosus sectatrix

## L
- Labrus merula
- Labrus mixtus
- Labrus viridis
- Lagocephalus lagocephalus
- Lagocephalus sceleratus
- Lamna nasus
- Lampanyctus crocodilus
- Lampanyctus pusillus
- Lampetra fluviatilis
- Lampetra planeri
- Lampris guttatus
- Lappanella fasciata
- Lepadogaster candolii
- Lepadogaster lepadogaster
- Lepidion lepidion
- Lepidopus caudatus
- Lepidorhombus boscii
- Lepidorhombus whiffiagonis
- Lepidotrigla cavillone
- Lepidotrigla dieuzeidei
- Lepomis auritus
- Lepomis gibbosus
- Lestidiops jayakari
- Lestidiops pseudosphyraenoides
- Lestidiops sphyrenoides
- Lesueurigobius friesii
- Lesueurigobius suerii
- Lethenteron zanandreai[4]
- Leuciscus aspius
- Leucoraja circularis
- Leucoraja fullonica
- Leucoraja melitensis
- Leucoraja naevus
- Leucos aula
- Lichia amia
- Lipophrys trigloides
- Lithognathus mormyrus
- Liza ramada
- Liza saliens
- Lobianchia dofleini
- Lobianchia gemellarii
- Lobotes surinamensis
- Lophius budegassa
- Lophius piscatorius
- Lophotus lacepede[5]
- Lota lota
- Luciobarbus graellsii
- Luvarus imperialis

## M
- Macroramphosus scolopax
- Maurolicus muelleri
- Melanostigma atlanticum
- Merlangius merlangus
- Merluccius merluccius
- Microchirus ocellatus
- Microchirus variegatus
- Microichthys coccoi
- Microichthys sanzoi
- Microlipophrys adriaticus
- Microlipophrys canevae
- Microlipophrys dalmatinus
- Microlipophrys nigriceps
- Micromesistius poutassou
- Micropterus salmoides
- Microstoma microstoma
- Millerigobius macrocephalus
- Misgurnus anguillicaudatus
- Misgurnus fossilis
- Mobula mobular
- Mola mola
- Molva dypterygia
- Molva macrophthalma
- Molva molva
- Monochirus hispidus
- Mora moro
- Mugil cephalus
- Mullus barbatus barbatus
- Mullus surmuletus
- Muraena helena
- Mustelus asterias
- Mustelus mustelus
- Mustelus punctulatus
- Mycteroperca rubra
- Myctophum punctatum
- Myliobatis aquila
- Myxine glutinosa

## N
- Nansenia oblita
- Naucrates ductor
- Nemichthys scolopaceus
- Nerophis maculatus
- Nerophis ophidion
- Nettastoma melanurum
- Nezumia aequalis
- Nezumia sclerorhynchus
- Notacanthus bonaparte
- Notoscopelus bolini
- Notoscopelus elongatus

## O
- Oblada melanura
- Odondebuenia balearica
- Odontaspis ferox
- Odontesthes bonariensis
- Oedalechilus labeo
- Oncorhynchus mykiss
- Opeatogenys gracilis
- Ophichthus maculatus
- Ophichthus rufus
- Ophidion barbatum
- Ophidion rochei
- Ophisurus serpens
- Orcynopsis unicolor
- Oreochromis niloticus
- Oxynotus centrina

## P
- Pachychilon pictum
- Padogobius bonelli
- Padogobius nigricans
- Pagellus acarne
- Pagellus bogaraveo
- Pagellus erythrinus
- Pagrus auriga
- Pagrus caeruleostictus
- Pagrus pagrus
- Parablennius gattorugine
- Parablennius incognitus
- Parablennius pilicornis
- Parablennius rouxi
- Parablennius sanguinolentus
- Parablennius tentacularis
- Parablennius zvonimiri
- Paralepis coregonoides
- Paralepis speciosa
- Parophidion vassali
- Pegusa impar
- Pegusa lascaris
- Pegusa nasuta
- Perca fluviatilis
- Peristedion cataphractum
- Petromyzon marinus
- Phoxinus lumaireul
- Phoxinus phoxinus
- Phycis blennoides
- Phycis phycis
- Physiculus dalwigki
- Platichthys flesus
- Plectorhinchus mediterraneus
- Poecilia reticulata
- Polyacanthonotus rissoanus
- Polyprion americanus
- Pomadasys incisus
- Pomadasys stridens
- Pomatomus saltatrix
- Pomatoschistus bathi
- Pomatoschistus canestrinii
- Pomatoschistus knerii
- Pomatoschistus marmoratus
- Pomatoschistus microps
- Pomatoschistus minutus
- Pomatoschistus pictus
- Pomatoschistus quagga
- Pomatoschistus tortonesei
- Pontinus kuhlii
- Prionace glauca
- Protochondrostoma genei
- Pseudaphya ferreri
- Pseudocaranx dentex
- Pseudorasbora parva[6]
- Pteromylaeus bovinus
- Pteroplatytrygon violacea

## R
- Raja asterias
- Raja brachyura
- Raja clavata
- Raja miraletus
- Raja montagui
- Raja polystigma
- Raja radula
- Raja rondeleti
- Raja undulata
- Ranzania laevis
- Regalecus glesne
- Remora brachyptera
- Remora osteochir
- Remora remora
- Rhinobatos cemiculus
- Rhinobatos rhinobatos
- Rhodeus amarus
- Rhodeus sericeus
- Rhynchogadus hepaticus
- Romanogobio benacensis
- Rostroraja alba
- Rutilus basak
- Rutilus pigus
- Rutilus rutilus
- Ruvettus pretiosus

## S
- Sabanejewia larvata
- Salaria basilisca
- Salaria fluviatilis
- Salaria pavo
- Salmo carpio
- Salmo cenerinus
- Salmo cettii
- Salmo farioides
- Salmo fibreni[7]
- Salmo marmoratus
- Salmo rhodanensis
- Salmo salar
- Salmo trutta
- Salvelinus alpinus alpinus
- Salvelinus fontinalis
- Salvelinus namaycush
- Salvelinus umbla
- Sander lucioperca
- Sarda sarda
- Sardina pilchardus
- Sardinella aurita
- Sardinella maderensis
- Sarmarutilus rubilio
- Sarpa salpa
- Scardinius erythrophthalmus
- Scardinius hesperidicus
- Scardinius scardafa
- Scartella cristata[8]
- Schedophilus medusophagus
- Schedophilus ovalis
- Sciaena umbra
- Scomber colias
- Scomber scombrus
- Scomberesox saurus
- Scophthalmus maximus
- Scophthalmus rhombus
- Scorpaena elongata
- Scorpaena loppei
- Scorpaena maderensis
- Scorpaena notata
- Scorpaena porcus
- Scorpaena scrofa
- Scyliorhinus canicula
- Scyliorhinus stellaris
- Seriola carpenteri
- Seriola dumerili
- Seriola fasciata
- Serranus cabrilla
- Serranus hepatus
- Serranus scriba
- Siganus luridus
- Silurus glanis
- Solea aegyptiaca
- Solea solea
- Somniosus rostratus
- Sparisoma cretense[9]
- Sparus aurata
- Speleogobius trigloides
- Sphoeroides marmoratus
- Sphoeroides pachygaster
- Sphyraena chrysotaenia
- Sphyraena sphyraena
- Sphyrna lewini
- Sphyrna mokarran
- Sphyrna tudes
- Sphyrna zygaena
- Spicara maena
- Spicara smaris
- Spondyliosoma cantharus
- Sprattus sprattus
- Squalius albus
- Squalius cephalus
- Squalius lucumonis[10]
- Squalius squalus
- Squalus acanthias
- Squalus blainville
- Squatina aculeata
- Squatina oculata
- Squatina squatina
- Stephanolepis diaspros
- Stomias boa boa
- Stromateus fiatola
- Sudis hyalina
- Symbolophorus veranyi
- Symphodus cinereus
- Symphodus doderleini
- Symphodus mediterraneus
- Symphodus melanocercus
- Symphodus melops
- Symphodus ocellatus
- Symphodus roissali
- Symphodus rostratus
- Symphodus tinca
- Symphurus ligulatus
- Symphurus nigrescens
- Synagrops japonicus
- Synapturichthys kleinii
- Synchiropus phaeton
- Syngnathus abaster
- Syngnathus acus
- Syngnathus phlegon
- Syngnathus taenionotus
- Syngnathus tenuirostris
- Syngnathus typhle
- Synodus saurus

## T
- Taeniura grabata
- Taurulus bubalis
- Telestes muticellus
- Telestes souffia
- Tetragonurus cuvieri
- Tetrapturus belone
- Tetrapturus georgii
- Thalassoma pavo
- Thorogobius ephippiatus
- Thorogobius macrolepis
- Thunnus alalunga
- Thunnus thynnus
- Thymallus thymallus
- Tinca tinca
- Torpedo marmorata
- Torpedo nobiliana
- Torpedo torpedo
- Trachinotus ovatus
- Trachinus araneus
- Trachinus draco
- Trachinus radiatus
- Trachipterus trachypterus
- Trachurus mediterraneus
- Trachurus picturatus
- Trachurus trachurus
- Trachyrincus scabrus
- Trichiurus lepturus
- Trigla lyra
- Trigloporus lastoviza
- Tripterygion delaisi
- Tripterygion melanurum
- Tripterygion tripteronotum
- Trisopterus capelanus
- Trisopterus luscus
- Tylosurus acus acus
- Tylosurus acus imperialis

## U
- Umbrina canariensis
- Umbrina cirrosa
- Umbrina ronchus
- Uranoscopus scaber

## V
- Valenciennellus tripunctulatus
- Vinciguerria attenuata
- Vinciguerria poweriae

## X
- Xiphias gladius
- Xyrichtys novacula

## Z
- Zebrus zebrus[11]
- Zeugopterus regius
- Zeus faber
- Zosterisessor ophiocephalus
- Zu cristatus[12]